# Ritualmordlegende

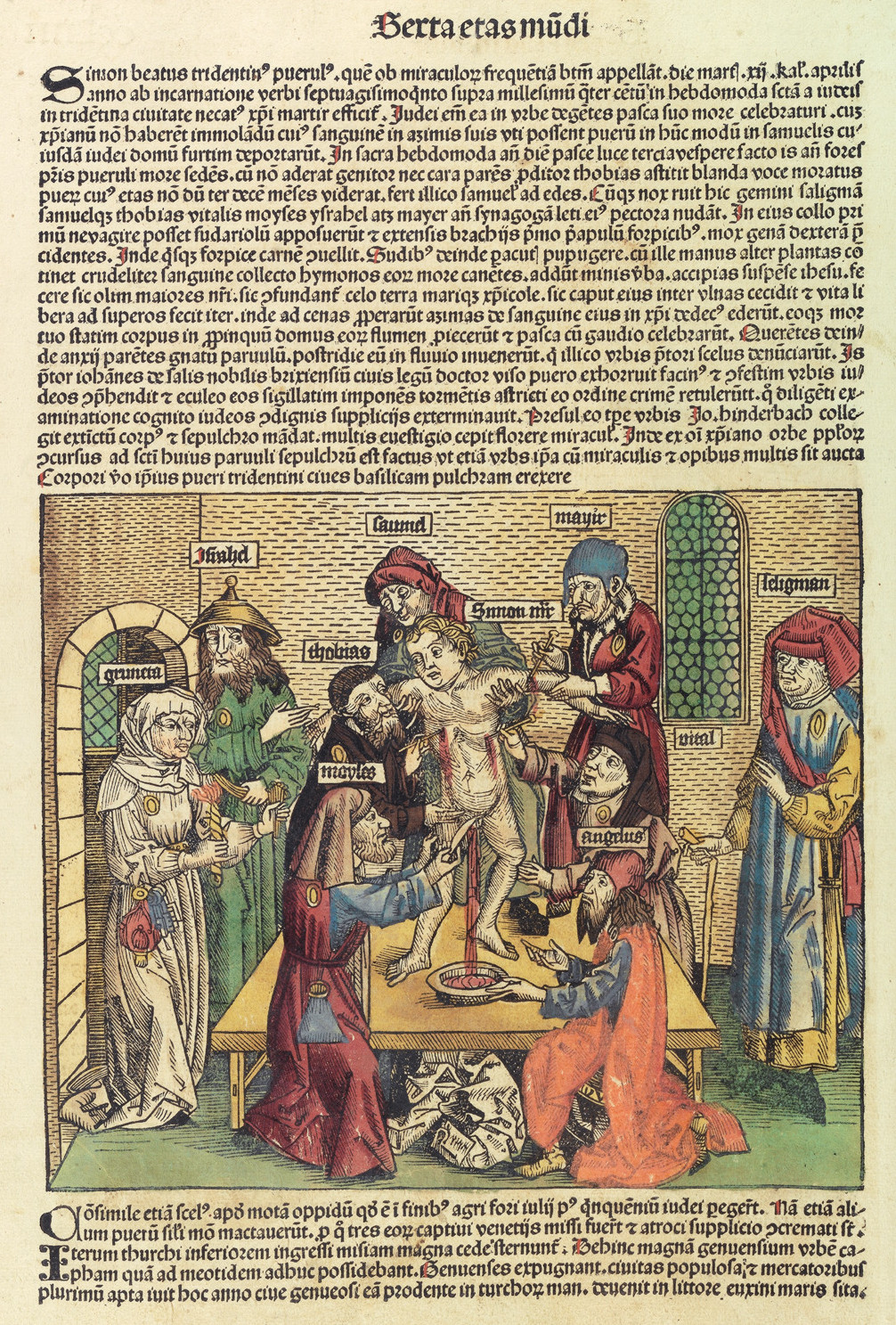
Darstellung des angeblichen Ritualmords an Simon von Trient im Jahr 1475, aus Hartmann Schedels Weltchronik von 1493

Eine Ritualmordlegende (auch: Ritualmordfabel, Ritualmordvorwurf, Blutlegende, Blutanklage, Blutbeschuldigung, Blutlüge, Blutverleumdung; englisch blood libel) sagt gesellschaftlich diskriminierten Minderheiten Ritualmorde an Angehörigen einer Mehrheitsgruppe nach. Die Kolporteure greifen oft unaufgeklärte Entführungs-, Unglücks-, Tötungs- oder Todesfälle auf, besonders von Kindern, und bieten dafür „Sündenböcke“ an.
Historisch besonders folgenreich waren Ritualmordanklagen im Christentum: Die Juden würden heimlich christliche Kinder entführen und ermorden, weil sie deren Blut für ihre Pessachfeier und zu verschiedenen magischen oder medizinischen Zwecken bräuchten. Kirchliche Interessengruppen erfanden solche Legenden, erstmals 1150 in England, und verbreiteten sie mit Predigtkampagnen, Traktaten, Volkssagen und religiöser Folklore in Europa. Christliche Ritualmordanklagen lösten jahrhundertelang immer wieder Judenpogrome, Verfolgungen und Vertreibungen von Juden aus oder rechtfertigten sie nachträglich. Sie blieben bis ins 20. Jahrhundert hinein „ein allgemein akzeptiertes Kulturmuster des christlichen Europa, das kirchenpolitisch und zeitweise staatspolitisch normative Geltung hatte.“
Aus diesem Stereotyp des christlichen Antijudaismus entstand die Verschwörungstheorie eines angeblichen Weltjudentums, das sich heimlich für schwerste Verbrechen an Nichtjuden verabrede. Antijüdische Ritualmordlegenden überdauerten die Aufklärungsepoche und wurden im modernen Antisemitismus seit 1800 wiederbelebt und vermehrt. Die Nationalsozialisten benutzten sie zur ständigen Volksverhetzung vor und während des Holocaust.
Aktuell lebt die antisemitische Ritualmordlegende in verschiedenen Varianten vor allem im Rechtsextremismus und Islamismus fort.

## Antike

### Griechen und Römer
Im antiken Griechenland wurden Menschenopfer bis etwa 480 v. Chr. abgewertet und verboten, zugleich aber manchen Andersgläubigen und Fremden zugeschrieben. Schon die Historien des Herodot enthalten Vorwürfe ritueller Kindesmorde, Menschenverzehr und das Trinken oder den kultischen Gebrauch von Menschenblut gegen Fremdvölker (nicht Juden). Im Hellenismus brachten gebildete Griechen solche Vorwürfe gegen das Judentum auf. Sie stammten aus älteren antijüdischen Texten, etwa des Ägypters Manetho (3. Jahrhundert v. Chr.), wurden wohl schon vor den Makkabäeraufständen (ab ~160 v. Chr.) im Perserreich und in Ägypten zu einer antijüdischen Verleumdung kombiniert und dann von Hofhistorikern der Seleukiden und Römer übernommen.
Um jüdischen Widerstand gegen den Kaiserkult zu brechen, verleumdete der Sophist Apion die Juden in Alexandria um 40 n. Chr. beim römischen Kaiser Caligula mit folgender Erzählung: Der seleukidische Herrscher Antiochos IV. Epiphanes habe 167 v. Chr. im Jerusalemer Tempel einen Griechen gefesselt aufgefunden. Nach dessen Zeugnis hätten die Juden ihn gefangen, im Tempel allein eingeschlossen und ein Jahr lang für ein rituelles Menschenopfer gemästet. Dieses vollzögen sie jährlich, äßen das Fleisch des Opfers und schwörten dabei ihrem Gott einen Eid, die Feindschaft zu den Griechen zu bewahren. Der jüdische Historiker Flavius Josephus gab die Legende in seiner Gegenschrift Contra Apionem (94 n. Chr.) wieder. Ihm zufolge wollte Apion damit die Tempelentweihung und Judenverfolgung des Antiochus rechtfertigen.
Laut dem byzantinischen Lexikon Suda schrieb der (sonst unbekannte) griechische Historiker Damokritos kurz vor oder nach der Tempelzerstörung 70 n. Chr., die Juden würden „…alle sieben Jahre einen Nichtjuden fangen, als Opfer anbieten, sein Fleisch zerreißen und ihn so töten.“ Er variierte damit wohl Apions Legende.
Während der Christenverfolgungen im Römischen Reich übertrugen gebildete Römer solche Vorwürfe auf die Christen. Dabei missdeuteten sie deren Bräuche, etwa die Adoption von ausgesetzten römischen Neugeborenen und die nächtliche Eucharistie, als geheime okkulte und staatsfeindliche Praktiken. Laut Minucius Felix (Octavius, ~200) sagten sie den Christen nach, Neugeborene und Kleinkinder zu entführen, heimlich rituell zu töten und zu verspeisen:

„Ein Kind, mit Teigmasse bedeckt, um die Arglosen zu täuschen, wird dem Einzuweihenden vorgesetzt. Dieses Kind wird von dem Neuling durch Wunden getötet, die sich dem Auge völlig entziehen; er selbst hält durch die Teighülle getäuscht die Stiche für unschädlich. Das Blut des Kindes – welch ein Greuel! – schlürfen sie gierig, seine Gliedmaßen verteilen sie mit wahrem Wetteifer. Durch dieses Opfer verbrüdern sie sich …“

Die Vorwürfe sind fast nur aus Werken christlicher Autoren bekannt, die ihnen entgegentraten: etwa Justin der Märtyrer (Dialog mit dem Juden Tryphon, ~160); Origenes (Contra Celsum, ~ 250); Eusebius von Caesarea (Praeparatio evangelica, ~ 320).

### Judentum
Der Tanach (die hebräische Bibel) erwähnt dreimal ein Opfer des ersten Kindes durch einzelne Israeliten, jedoch ohne Kultkontext (2 Chr 33,6 ; 2 Kön 23,10 ; Ri 11,30-40 ). Solche Kindesopfer verbietet die jüdische Tora streng und wiederholt (Ex 13,2 ; 13,12f ; 22,28f ; 34,19f ; Num 3,15f ; 18,15 ; Dtn 15,19 ) und bedroht sie mit der Todesstrafe (Lev 20,2–5 ). Die biblischen Propheten verurteilten Menschenopfer als Götzendienst (Jes 57,5 ; Jer 7,31 ; 32,35 ; Ez 16,20 ; 23,37 ) und tabuisierten sie so. Im frühen Judentum galten Kindesmord und Kannibalismus daher als Kennzeichen der Fremdvölker.
Eventuell schon in der vorstaatlichen Zeit um 1200 v. Chr., spätestens bis 800 v. Chr. ersetzten im Judentum nach Gen 22  Tieropfer jedes Menschenopfer. Die Tora verbietet diese als „Greuel für JHWH“ wiederholt streng (Lev 18,21 ; 20,2-5 ; Dtn 12,31 ; 18,10 ). Auch die Tieropfer regelte die Tora streng und verbietet Juden unter anderem den Blutgenuss, da im Blut das Leben sei und dieses allein dem Schöpfergott gehöre (Gen 9,4 ; Lev 3,17 ; 7,26-28 ; 17,10–14 ). Damit wurde eine wesentliche Begründung für Opfer, das Hingeben und Einverleiben fremder Lebenskraft, entkräftet.
Das Buch der Weisheit (~1. Jahrhundert v. Chr.) rechtfertigte die fiktive Ausrottung der Kanaanäer bei der Landnahme der Israeliten nachträglich mit deren angeblichen Kindesopfern (Weish 12,5 ).

### Christentum
Das Urchristentum übernahm das biblische Verbot der Menschenopfer und begründete es mit dem Kreuzestod Jesu Christi: Dort sei Gottes Versöhnung mit der Welt ein für allemal geschehen (Joh 3,16 ). Mit seinem stellvertretenden Selbstopfer habe der Sohn Gottes alle weiteren Opfer überflüssig gemacht (Heb 9,12 ; 10,10 ). Die Urchristen waren eine der jüdischen Gruppen, die Opfer ablehnten.
Die Kirchenväter unterstellten Juden daher keine kultischen Menschenopfer, behaupteten aber mit NT-Stellen wie Mt 27,25  eine Kollektivschuld aller Juden am Tod Jesu, die Ersetzung des erwählten Gottesvolks Israel durch die Kirche (Substitutionstheologie, ab ~130) und einen jüdischen Gottesmord (ab ~160). Dies war die theologische Basis späterer antijüdischer Ritualmordlegenden.
Beim Aufstieg zur Staatsreligion des Römischen Reiches (bis 391) dogmatisierte die Kirche ihren Glauben an Jesu Messiaswürde, Göttlichkeit, die Heilswirkung seines Todes und der christlichen Sakramente. Ihre Amtsträger beanspruchten nun auch politisch die Alleingeltung dieses Glaubens. Diesen Absolutheitsanspruch stellten bald fast nur noch die Juden in Frage, die allen Bekehrungsversuchen widerstanden. Sie galten daher neben „Ketzern“ als Hauptfeinde des Christentums.
Zugleich wuchs die Vorstellung, Juden müssten wegen ihrer angeblichen Abstammung vom Teufel (Joh 8,44 ) die Folter und Kreuzigung Jesu Christi ständig wiederholen. So schrieb Athanasius von Alexandria († 373), die Juden von Beirut hätten ein Christusbild gemartert; es habe zu bluten und Wunder zu wirken begonnen; das habe die Juden zur Taufe bewogen. Diese Legende wurde später weit verbreitet und vielfach abgewandelt, etwa in der Weltchronik des Sigebert von Gembloux († 1112) und vom Protestanten Hieronymus Rauscher († 1569).
Zuerst warfen Christen christlichen Minderheiten einen rituellen Kindesmord vor: Augustinus von Hippo überlieferte um 430 (De haeresibus) das Gerücht, die früheren Montanisten hätten einem einjährigen Kind kleine Wunden zugefügt, ihm das Blut entzogen, dieses mit Mehl verrührt, zu Brot gebacken und es bei ihrem Abendmahl verzehrt. Falls das Kind starb, habe man es als Märtyrer, falls nicht, als Hohepriester verehrt.
Socrates Scholasticus beschrieb in seiner Historia ecclesiastica (~415) einen Unfall beim damaligen jüdischen Fest Purim: Betrunkene Juden hätten in einem syrischen Dorf einen christlichen Jungen an einem Galgen aufgehängt und zu Tode gefoltert. Er spielte damit auf Jesu Kreuzigung an und schrieb zeitgenössischen Juden zu, sie zu wiederholen. Cecil Roth, der britische Herausgeber der Encyclopaedia Judaica, sah hier den Ursprung der christlichen Ritualmordlegende und interpretierte diese damit als Fehldeutung jüdischer Bräuche. Da jene Episode jedoch kein rituelles Opfer und kein Blut erwähnte und die christlichen Legenden sich nirgends auf das Purimfest bezogen, verwerfen heutige Historiker diese Herleitung.

## Hochmittelalter

### Die antijüdische Ursprungslegende
1144 fand man in Norwich den christlichen Jungen William tot auf und klagte lokale Juden als seine Mörder an, doch ein Gericht wies die Anklage ab. 1150 behauptete der zugezogene Benediktinermönch Thomas von Monmouth in seinem Werk The Life and Passion of Saint William the Martyr of Norwich:

„Seinerzeit kauften die Juden vor Ostern ein Christenkind und taten ihm all die Martern an, die unser Gott erlitten hat; und zu Karfreitag hängten sie es an ein Kreuz wegen unseres Gottes und dann beerdigten sie es. Sie dachten, es würde nicht entdeckt werden, aber unser Gott offenbarte, daß der Knabe ein heiliger Märtyrer sei, und die Mönche nahmen ihn und bestatteten ihn zeremoniell im Kloster, und Dank unseres Gottes tut er großartige und vielfältige Wunder, und er wird St. William genannt.“

Die als Faktenbericht ausgegebene, bis 1172 breit ausgeführte Legende sollte einen Heiligen- und Märtyrerkult in Norwich etablieren, wundergläubige Pilger anwerben, so den Bau der Kathedrale von Norwich finanzieren und nach England zurückgekehrten Teilnehmern des Zweiten Kreuzzugs (1147–1149) Einkünfte verschaffen. Die englischen Bischöfe stimmten dem Vorhaben zu und legitimierten so die Legende.
Monmouth stellte Williams angebliche Folter detailliert als Nachahmung der Kreuzigung Jesu und als verabredete Rache der Juden für jene Grausamkeiten dar, die Christen ihnen seither auferlegt hätten: Das setzte den angeblichen jüdischen „Gottesmord“ voraus, mit dem die Kreuzfahrer ihre Judenpogrome rechtfertigten. Er nannte den Juden, in dessen Haus William angeblich gemartert worden war, „Deulesalt“. So hieß ein jüdischer Bankier in Norwich, den ein verschuldeter christlicher Handwerker 1149 ermordet hatte. Der Täter stand ab 1150 in London vor Gericht. Während des Prozesses erweiterte Monmouth die Legende: Spaniens führende Juden träfen sich jährlich in Narbonne und losten aus, in welcher Stadt im laufenden Jahr ein Christenkind zu opfern sei, um den Judengemeinden weltweit Christenblut bereitzustellen. 1144 sei das Los auf Norwich gefallen. Jüdische Schriften würden dieses jährliche Opfer verlangen, weil die Juden glauben würden, nur so könnten sie ihre Freiheit und verlorene Heimat wiedererlangen.
Damit begann die Theorie einer jüdischen Weltverschwörung. Sie verknüpfte den angeblichen jüdischen Ritualmord mit der beim Pessach gefeierten Befreiungshoffnung des Judentums und stellte diese als Ursache für das Leiden Jesu und der Christen dar. Ritualmordanklagen wurden daher stets in der Karwoche oder um den Pessachtermin herum erhoben.
Die christlichen Ritualmordanklagen unterschieden sich von den antiken Vorwürfen durch folgende Motive: das von Juden gekaufte oder geraubte christliche „unschuldige Kind“, die blasphemische Nachahmung der Folterung und Kreuzigung Jesu, an einem Karfreitag, den Schuldbeweis durch Wunder, die vom toten Opfer ausgehen, den (etwa durch eine dort abgelegte Leiche) inszenierten „Tatort“ in jüdischen Gemeinden, die Beteiligung jüdischer Eliten, das Bedürfnis nach christlichen Märtyrerkulten, oft auch die Aneignung jüdischen Eigentums. Urheber der Ritualmordpropaganda waren höhere Kleriker, Theologen und Prediger. Sie entstand also nicht primär aus dem Aberglauben ungebildeter Bevölkerungsteile.
Laut dem Historiker Israel Yuval reagierten die ersten Ritualmordanklagen auf die Gezerot Tatnu von 1096 im Rheinland: Vor die Wahl zwischen Taufe und Tod gestellt, töteten viele Juden damals zuerst ihre Kinder, dann sich selbst. Jüdische Märtyrertheologie verherrlichte dies als „Heiligung des Gottesnamens“ (Kiddusch Haschem). Darum, so Juval, hätten die Christen Juden eine Gier nach Rache an Christen und Kindesopfern zugeschrieben. Diese Erklärung machte das Judentum für die christlichen Legenden mitverantwortlich und setzte sich nicht durch.

### Pogrome, Scheinprozesse, Kulte
Im Hochmittelalter breiteten sich Ritualmordanklagen im von der Römisch-Katholischen Kirche beherrschten Europa aus. Sie waren häufig Anlass und Bestandteil der Verfolgung Andersgläubiger, vor allem von Juden.
Laut dem Chronisten Efraim ben Jakob wurde die jüdische Gemeinde in Würzburg im Februar 1147 beschuldigt, sie habe einen christlichen Jungen getötet, seine Leiche zerteilt und in den Fluss geworfen. Aufgestachelt von einem Emeriten aus dem Rheinland, hätten die Christen daraufhin mindestens 21 Juden getötet und ihre Gemeinde zerstört. Dies war das erste mit einer Ritualmordlegende gerechtfertigte Judenpogrom im deutschsprachigen Raum.
1171 wurden Juden in Blois beschuldigt, sie hätten ein totes christliches Kind in einen Fluss geworfen. Dort wurde kein Kind vermisst und keine Leiche gefunden. Die bedrohten Juden zeigten den Fall bei König Ludwig VII. an, der ihnen Hilfe versprach. Doch der Bischof und der Graf von Blois erklärten dutzende Juden in einem Schauprozess zu Mördern. Die Angeklagten schlugen Angebote aus, sich freizukaufen und christlich taufen zu lassen, um ihre Gemeinde nicht künftigen Erpressungen auszuliefern. Am 26. Mai 1171 wurden mehr als 30 Juden in Blois verbrannt. Der Abt Robert von Torigni behauptete in seiner Chronik später einen jüdischen Ritualmord und legitimierte so nachträglich den Massenmord.
Ähnliche Legenden zu Richard in Pontoise (1167), Harald in Gloucester (1168) und Rodbertus in London (1181) sollten einen Heiligenkult gründen. 1179 in Paris, 1182 und 1250 (Domingo de Val) in Saragossa wurden Juden angeklagt, sie hätten christliche Knaben rituell gekreuzigt. Alle Prozesse dazu endeten mit Todesurteilen.
1191 in Bray-sur-Seine durfte die jüdische Gemeinde einen christlichen Mörder mit Erlaubnis der Obrigkeit beim Purimfest hinrichten. Dies stellten viele vermeintliche Zeugen als Ritualmord hin, um weitere Ritualmordanklagen zu bestätigen. Um seine Herrschaft in der Region zu festigen, zog König Philipp II. nach Bray, stellte die Juden dort vor die Wahl zwischen Taufe und Tod und verurteilte 80 Gemeindeglieder zum Tod auf dem Scheiterhaufen. Viele töteten sich vorher selbst. Im englischen Winchester dagegen wurde 1192 eine Klage gegen Juden wegen der fehlenden Leiche abgewiesen. Laut dem Chronisten Matthäus Paris klagten Kleriker die Londoner Juden 1244 wegen früherer Berichte über Ritualmorde, Märtyrer und folgende Wunder des Mordes an einem toten Säugling an. Die Angeklagten konnten ein Todesurteil gegen hohe Geldstrafen abwenden.
1255 wurde der Knabe Hugh von Lincoln nahe beim Haus eines Juden tot gefunden. Dieser wurde gefoltert, gestand dabei einen rituellen Auftragsmord, wurde daraufhin durch die Londoner Straßen geschleift und zuletzt gehängt. König Heinrich III. griff die Anklage auf und ließ nach einem Schauprozess 97 (andere Quellen: 18) weitere Juden hängen.
In Boppard (1179), Speyer (1195), Valréas (1247), Pforzheim (1267) und Lienz (1442) wurden Juden auch nach Funden toter christlicher Mädchen als Mörder angeklagt. Somit löste sich der Vorwurf aus seinem rituellen Kontext und wurde verallgemeinert.
Zwischen 1264 und 1267 erfolgten ständige Judenpogrome. Nach dem Regierungsantritt der Habsburger häuften sich die Ritualmordprozesse, so 1283 in Mainz, 1286 in München und 1288 in Oberwesel. Damals wurden Juden als angebliche Ritualmörder des Knaben Werner von Oberwesel im ganzen Rheinland blutig verfolgt. Um 1310 wurde im Kölner Dom ein Verweis auf M(artyr) W. neben ein „Judensau“-Motiv in das Chorgestühl eingeschnitzt. Ein Deckengemälde in der „Wernerkapelle“ in Bacharach stellte sein angebliches Martyrium dar. Bis 1545 fanden Wallfahrten dorthin statt. Bis 1620 war sein Leichnam dort aufbewahrt.

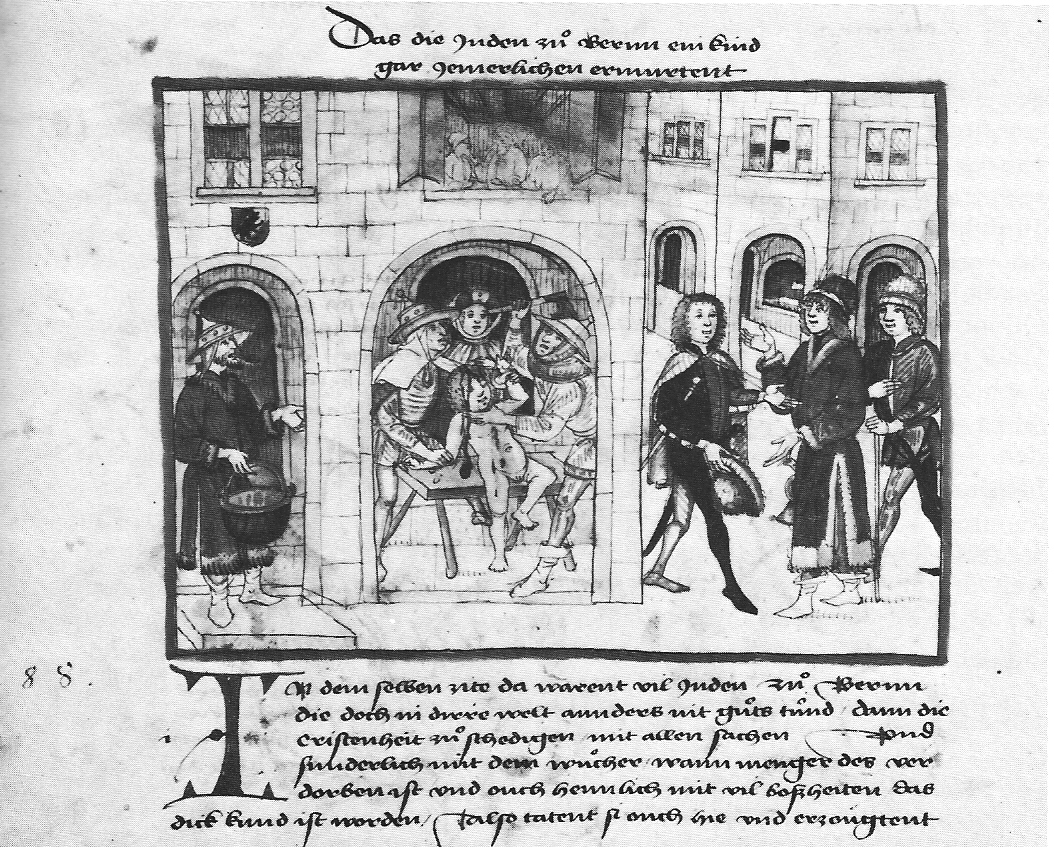
Ritualmord-Darstellung zu Rudolf von Bern in der Berner Chronik

Im April 1294 wurden Juden in Bern eines Ritualmords beschuldigt und bei einem Pogrom ermordet oder vertrieben. Das angebliche Opfer Rudolf von Bern wurde im Berner Münster zeitweise als Märtyrer verehrt.
1303 wurden die Juden in und um Weißensee (Thüringen) wegen eines Ritualmordgerüchts zum verschwundenen Knaben Conrad verfolgt. Conrad wurde ansatzweise als Heiliger verehrt.

### Folklore und Literatur
Um 1200 erzählte eine Legende in England von einem jungen Klosterschüler, der durch die Judengasse gezogen sei und dabei das Marienlied Alma redemptoris mater gesungen habe. Ein Jude habe ihn aus Wut erschlagen und verscharrt. Doch die Leiche habe weitergesungen und den Täter verraten. Geoffrey Chaucer nahm diese Legende in seine Canterbury Tales (ab 1387) auf und verknüpfte sie mit legendarischen Kindermord des Herodes (Mt 2,16) und dem angeblichen Martyrium des Hugh von Lincoln. Die Chronik des Matthäus von Paris stellte Hughs angebliche Marter in grausamen passionsähnlichen Details dar. Darauf beriefen sich spätere Ankläger, so noch 1699 der Celler Stadtprediger Sigismund Hosemann in seinem Pamphlet Das schwer zu bekehrende Juden-Hertz.
Solche Legenden verstärkten den Judenhass, bis die Juden 1290 aus England vertrieben wurden. Danach bestanden nur noch kleine jüdische Enklaven in manchen englischen Städten fort. Das Stereotyp des blutgierigen, heimtückischen, auf Verbrechen an Christen lauernden Juden wanderte in englische Bühnenstücke ein, so in Christopher Marlowes Der Jude von Malta (1592) und William Shakespeares Der Kaufmann von Venedig (1596–1598).

### Christenblut als „Heilmittel“
1215 dogmatisierte das 4. Laterankonzil die Transsubstantiationslehre, wonach sich Wein und Brot bei der Eucharistie in das reale Blut und den Leib Christi verwandeln. Folglich schrieb christliche Blutmystik und Aberglaube der Bevölkerung der Hostie magische Kräfte und ihrem Missbrauch schwere Folgen zu. Neben die Ritualmordanklagen traten nun Vorwürfe des Hostienfrevels. Diese waren mit der Vorstellung verknüpft, die Juden bräuchten Christenblut zum Einbacken in ihre Mazzen, für Zauberei oder zur Heilung angeborener Leiden. Nicht nur ihre Religion, sondern auch ihre „Natur“ zwinge sie zu solchen Taten. Ihnen wurde also eine analoge Sakramentalisierung ihrer Riten nachgesagt und der eigene Glaube an die Heilswirkung des Blutes unterstellt.
Bei einem Hausbrand am Heiligabend 1235 in Fulda starben fünf Kinder. Man beschuldigte örtliche Juden, sie hätten zwei der Opfer ermordet und ihr Blut in Säcke abgefüllt, um es als Heilmittel zu verwenden. Eine rituelle Tötung erwähnen die Akten nicht; doch erschien die ganze Judengemeinde beteiligt. Am 28. Dezember 1235 verbrannten zufällig anwesende Kreuzfahrer 34 Mitglieder. Seitdem nannten deutsche Aschkenazim solche wie auch die früheren Ritualmordanklagen „Blutbeschuldigung“ (englisch blood libel).
Der Dominikaner Thomas von Cantimpré schrieb 1263, Gott habe die Juden seit ihrer angeblichen Selbstverfluchung (Mt 27,25) mit einem hässlichen Blutfluss gestraft, der erst aufhöre, wenn sie sich bekehrten. „Sie glaubten aber, sie könnten von ihrer geheimen Qual befreit werden, wenn sie christliches Blut vergössen!“ Darum würden sie jedes Jahr Christen ermorden.

### Erfolglose Schutzbemühungen
Das Papsttum vertrat vom 12. bis ins 20. Jahrhundert das aus der Substitutionstheologie abgeleitete Prinzip der doppelten Schutzherrschaft gegenüber den Juden: Einerseits mussten sie sich den Christen unbefristet unterwerfen, erhielten weniger Rechte und getrennte Berufs- und Wohnbereiche, andererseits sollten sie die Überlegenheit der katholischen Kirche bestätigen und für die Judenmission verfügbar bleiben. Daher verboten die Päpste Calixtus II. (Sicut Judaeis, 1120) und Innocenz III. (Licet perfidia Judeorum, 1199) den Christen, die Juden zu ermorden und zu verfolgen. Einige dieser Schutzbullen bezogen sich explizit auf Ritualmordlegenden. Während des zweiten Kreuzzugs (1147–1149) verurteilte der Abt Bernhard von Clairvaux in Briefen an Bischöfe die Zerrbilder angeblicher Mordlust der Juden an Christen. Dem folgten Gregor IX. (1233) und einige spätere Päpste. Sie konnten ihre Schutzgarantien jedoch oft nicht durchsetzen.
Nach dem Massenmord von Fulda 1235 klagten überlebende Juden den Fuldaer Fürstabt Konrad III. von Malkos bei Kaiser Friedrich II. an. Eine von ihm eingesetzte Untersuchungskommission mit jüdischen und christlichen Gelehrten aus ganz Europa stellte fest:

„Weder im Alten noch im Neuen Testament kann man erfahren, dass die Juden begierig wären, Menschenblut ausströmen zu lassen, ja im Gegenteil […] hüten sie sich vor der Befleckung durch jegliches Blut gemäß der Bibel, in den von Moses gegebenen Geboten, die hebräisch Berechet heißen, und in den jüdischen Gesetzen, die hebräisch Talmilloht (Talmud) heißen. Es spricht auch eine nicht geringe Wahrscheinlichkeit dafür, dass diejenigen, denen sogar das Blut erlaubter Tiere verboten ist, keinen Durst nach Menschenblut haben können. Gegen diesen Vorwurf spricht: 1) der Horror dieser Sache; 2) dass es die Natur verbietet; 3) die menschliche Verbindung, die Juden auch den Christen entgegenbringen; 4) dass sie nicht willentlich ihr Leben und Eigentum gefährden würden. Aus diesen Gründen haben wir im Konsens mit den regierenden Fürsten entschieden, die Juden des Reiches von dem schweren Verbrechen, dessen man sie angeklagt hat, freizusprechen und die übriggebliebenen Juden von allen Verdächtigungen frei zu erklären.“

Mit dieser rationalen Begründung verbot der Kaiser weitere Ritualmordanklagen. Doch diese geschahen weiter, verbreiteten sich europaweit und endeten fast alle mit Massenhinrichtungen oder Massakern.
1247 in Valréas gaben die Angeklagten nach grausamer Folter alles zu, was die Ankläger hören wollten: Juden würden weltweit am Karfreitag zur Beschimpfung und Entmachtung Jesu ein Christenkind kreuzigen, sein Blut auffangen und dieses am Karsamstag, ihrem heiligen Sabbat, trinken, um so wie früher durch Opfer im Tempel entsühnt und gerettet zu werden. Daraufhin sandten die Judengemeinden eine Petition an Papst Innozenz IV. Dieser erließ eine Schutzbulle, die häufige Motive der Anklagen benannte:

„Wir haben die flehentliche Klage der Juden vernommen, dass manche kirchlichen und weltlichen Würdenträger wie auch sonstige Edelleute und Amtspersonen in Euren Städten und Diözesen gottlose Anklagen gegen die Juden erfänden, um sie aus diesem Anlass auszuplündern und ihr Hab und Gut an sich zu raffen. Diese Männer scheinen vergessen zu haben, dass es gerade die alten Schriften der Juden sind, die für die christliche Religion Zeugnis ablegen. Während die Heilige Schrift das Gebot aufstellt: Du sollst nicht töten! und ihnen sogar am Passahfest die Berührung von Toten untersagt, erhebt man gegen die Juden die falsche Beschuldigung, dass sie an diesem Feste das Herz eines ermordeten Kindes äßen. Wird irgendwo die Leiche eines von unbekannter Hand getöteten Menschen gefunden, so wirft man sie in böser Absicht den Juden zu. Es ist dies alles nur ein Vorwand, um sie in grausamster Weise zu verfolgen. Ohne gerichtliche Untersuchung, ohne Überführung der Angeklagten oder deren Geständnis, ja in Missachtung der den Juden vom apostolischen Stuhl gnädig gewährten Privilegien beraubt man sie in gottloser und ungerechter Weise ihres Besitzes, gibt sie den Hungerqualen, der Kerkerhaft und anderen Torturen preis und verdammt sie zu einem schmachvollen Tode … Solcher Verfolgungen wegen sehen sich die Unglückseligen gezwungen, jene Orte zu verlassen, wo ihre Vorfahren von alters her ansässig waren. Eine restlose Ausrottung befürchtend, rufen sie nun den apostolischen Stuhl um Schutz an…“

Er forderte daher die Adressaten auf, die Christen dazu anzuhalten, den Juden „freundlich und wohlwollend zu begegnen“. Doch er war es auch, der den Talmud und Disputationen mit Juden offiziell verbot, so dass sie ihre Religion den Christen nicht erklären konnten. Zudem erlaubte er der Inquisition, Blutanklagen, die oft von Priestern und Theologen formuliert wurden, mit Foltergeständnissen zu bekräftigen.
Eine Schutzbulle von Papst Gregor X. (1272) zeigt, dass Anklagen bewusst gefälscht wurden: Christen würden Juden nicht nur zu Unrecht der Kindesentführung bezichtigten, sondern sogar bewusst Kinder verstecken und Juden eine Anklage androhen, um von ihnen Geld zu erpressen. Dennoch lebte der Glaube an die Legende fort: Manchmal bot man Juden sogar Kinder zum Kauf an. Weitere Schutzbullen von Martin V. (1417–1431), Nikolaus V. (1447–1455) und Paul III. (1534–1549) zeigen die Kontinuität der Anklagen. Päpstliche und königliche Verbote blieben weitgehend wirkungslos. So ist in Ritualmordprozessen von 1200 bis 1500 nur ein einziger Freispruch bekannt (1329 in Savoyen).
Das Statut von Kalisch, das Herzog Bolesław der Fromme 1264 erließ, sicherte allen Juden von Großpolen den Schutz ihres Lebens und Vermögens zu und verbot, sie vor Gericht zu diskriminieren. Der Eid eines angeklagten Juden sollte vor Gericht als Beweis gelten. Das Dokument ist nur noch als Kopie aus dem 16. Jahrhundert bekannt. Die folgenden Herrscher Polens bestätigten die darin erlassenen Rechte. Gleichwohl kam es in Polen später zu Ritualmordprozessen, erstmals 1547.

## Frühe Neuzeit

### Ketzer und Hexen
Im 15. Jahrhundert kamen auch Ritualmordvorwürfe gegen weibliche und männliche „Hexen“ auf. Ihnen wurden Praktiken vorgeworfen, die die kirchliche Inquisition seit dem 13. Jahrhundert Katharern und Waldensern unterstellt und mit Folterverhören „bestätigt“ hatte: nächtliche orgiastische Zusammenkünfte mit Teufelsanbetungen oder Huldigungsritualen an böse Geister und Kinderopfern. Nachdem bis dahin nur vereinzelte Klagen gegen als Zauberer Verdächtigte erhoben worden waren, wurde nun eine bedrohliche Sekte angenommen, die Praktiken wie „Schwarze Magie“ heimlich verabrede und zur Zerstörung des Christentums ausübe. Motive wie der „Hexensabbat“ (vom Schabbat), die „Synagoge“ (für den Hexentanz) und Ritualmord stammten aus älteren antijudaistischen Vorstellungen.
Die Chronik des Hans Fründ aus Luzern (~1431) zählte erstmals auf, was angeblich an einem Hexensabbat geschehe: Teufelspakt, Luftflug, Herstellung und Verwendung von Hexensalben, orgiastisches Mahl mit geraubten Lebensmitteln, Schadenzauber, ritueller Kindesmord und Kannibalismus. Prozessakten und Chroniken wie die des Heidelberger Hofkaplans Matthias von Kemnat zeigen, wie die heimlichen Praktiken, die Christen Juden unterstellten, auf Ketzer und Hexen übertragen wurden.

### Juden

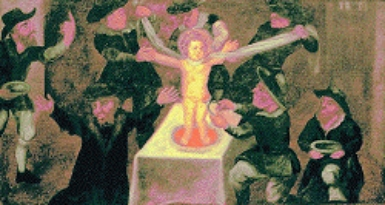
Darstellung eines Ritualmordes auf einem antisemitischen Fresko in Sandomierz, Polen (um 1700)

Um 1430 sind 30 Ritualmordanklagen gegen Juden im deutschen Sprachraum dokumentiert, vier in Spanien und Italien, zwei in Polen und eine in Ungarn. Sie endeten fast alle tödlich für die Angeklagten. Im Juli 1430 wurden die meisten Juden der Gemeinden von Lindau, Ravensburg und Überlingen verbrannt. Die Übrigen flohen oder wurden vertrieben; einige ließen sich taufen. Aus Buchhorn wurden die Juden 1433 zumindest vertrieben und ihnen die Ansiedlung verboten. In Konstanz wurden inhaftierte Juden gegen hohe Geldbußen aus der Haft entlassen, so auch in Zürich. In allen Verläufen waren die jeweiligen Interessen der Obrigkeit entscheidend. Wo ein dringender Tatverdacht vorgelegt wurde, wurden Geständnisse und Hinrichtungen in der Regel mit Folter erzwungen. Wo Stadträte die Vorwürfe nicht glaubten, nutzten sie die Anzeigen oft, um Gegner und Konkurrenten auszuschalten. Im Ergebnis wurden Juden auch dort meist vertrieben, wo die Anklage entkräftet wurde.
1451 dehnte Papst Nikolaus V. die Inquisition unter Johannes von Capistrano auch gegen Juden aus. Dieser erneuerte die Vorwürfe von Ritualmord und Hostienfrevel, die Innozenz IV. 1247 zurückgewiesen hatte. War die Anklage einmal erhoben, dann wurden die Begründungen dafür beliebig ausgetauscht, bis das durch Folter erpresste Geständnis das gewünschte Ergebnis lieferte. Ein Verhörprotokoll aus Endingen am Kaiserstuhl 1470 spiegelt die verzweifelte Suche des mit dem christlichen Aberglauben wenig vertrauten Juden Merklin nach der „richtigen“ Antwort, die seine Qual beenden würde: Er und seine Angehörigen bräuchten das Christenblut als heilsame Arznei; dann für die Fallsucht eines seiner Söhne; dann als Odor gegen ihren üblen Körpergeruch; dann als Chrisam (Salböl) für die Beschneidung. Merklin und seine Angehörigen wurden lebendig verbrannt. Kaiser Friedrich III. konnte die Ausweitung des Verfahrens auf andere Städte verhindern, nach einem zähen Rechtsstreit 1476–1480 die Regensburger Juden retten und damit die kaiserliche Rechtshoheit über die Reichsstädte wahren.
Ab 1475 wurde Simon von Trient als angebliches Ritualmordopfer in Oberitalien und Deutschland bekannt gemacht. In der Karwoche jenes Jahres beschuldigte Bernhardin von Feltre, der neue Prior des Franziskanerklosters von Trient, die dortigen Juden in öffentlichen Hetzpredigten, sie hätten einen christlichen Knaben geraubt und würden noch vor Ostern ihre Bosheit beweisen. Am Karsamstag fand der jüdische Hofbesitzer Samuel im Bach vor seinem Haus Simons Leiche und meldete den Fund den Behörden. Diese nahmen ihn und weitere Vertreter der jüdischen Gemeinde fest. In einem zweijährigen Prozess ließ Bischof Johannes Hinderbach alle verfügbaren Ritualmordanklagen im Bodenseegebiet sammeln, nutzte sie für seine eigene Anklage und ließ diese durch Folterverhöre bestätigen. Daran starben 14 Angeklagte, die übrigen gestanden. Eine von Papst Sixtus IV. beauftragte Kommission stellte das Unrecht der Folter fest, zugleich aber das Recht zur Festnahme der Juden und zur Anklage gegen sie. Diese wurde ergebnislos fallengelassen. Aber mit „Augenzeugenberichten“, drastischen Holzschnitten, Gedichten und Hymnen über Simons angebliche Marter machten die Betreiber ihn überregional bekannt.
Zu Hinderbachs Sammlung von 1475 gehörte der Fund einer Mädchenleiche („Ursula Pöck“) 1442 im Fluss bei Lienz, die angeblich mit vielen Stichwunden übersät war. Zwei als Mörder verdächtigte Juden gestanden unter der Folter alles und wurden erhängt. Ihre Ehefrauen und eine Christin, die ihnen das Opfer angeblich verkauft hatte, wurden lebendig verbrannt. Infolge der Kampagne in Trient erinnerte man sich auch anderswo an unaufgeklärte Todesfälle von Kindern, die sich als Ritualmorde ausgeben ließen, so in Padua (1475), Brescia, Mailand (1476), Motta di Livenza (1480) und Marostica (1485). Sie lösten jedoch keinen vergleichbaren Kult aus.
Die Schedelsche Weltchronik von 1493 bestärkte die gängigen antijudaistischen Stereotype, darunter die angeblichen Ritualmorde an William von Norwich und Simon von Trient, mit einprägsamen Bildern. Das Bild zu Simon nannte sogar die Namen seiner angeblichen jüdischen Mörder. Es wurde oft nachgedruckt; eine danach gestaltete Figurengruppe befand sich bis 1965 in der Kirche St. Peter und Paul in Trient. Ein um 1475 entstandenes Wandbild auf einem Brückenturm in Frankfurt am Main kombinierte Simons Leichnam mit einer „Judensau“ und einer Bildunterschrift, die an „der Juden Schelmstück“ im Bund mit dem Teufel erinnerte. 1584 erkannte Papst Gregor XIII. Simon als Märtyrer an, 1588 bewilligte Papst Sixtus V. den Kult um ihn, 1762 wurde er selig gesprochen.
1510 wurden die Juden in Berlin eines angeblichen Hostienfrevels und Ritualmords beschuldigt. Zehn starben an der Folter, 38 wurden verbrannt, die übrigen mussten die Mark Brandenburg verlassen. Dieser Verlauf wiederholte sich in vielen deutschen Gebieten und Städten.
Seit 1612 war in der Dorfkirche von Rinn, wo keine Juden wohnten, eine kaum beachtete Reliquie einer Kinderleiche ausgestellt worden. 1620 ließ der Pseudomediziner Hippolyt Guarinoni ihre Gebeine ausgraben, präparierte sie zu einer Mumie und „obduzierte“ sie. Mit Hilfe des Stadtrats und der Jesuiten in Innsbruck schuf er so die langlebige Ritualmordlegende zu Anderl von Rinn. Bis 1670 wurde über dem vermeintlichen Tatort, dem „Judenstein“, eine Wallfahrtskirche gebaut. 1671 wurde die Reliquie feierlich dorthin überführt und ausgestellt. Mit einträglichen Wallfahrten, Prozessionen, Theaterstücken und einer barocken Bildserie (1730) wurde der Anderlkult als „Volkstum“ Tirols etabliert, bis Papst Benedikt XIV. ihn 1784 mit der Bulle Beatus Andreas anerkannte. Das „Anderl-Spiel“ wurde in der Umgebung nachgeahmt und trug erheblich zum Aufschwung des Tiroler Volksschauspiels bei. Der Schriftsteller Karl Paulin (1888–1960) nahm die Anderle-Legende in seine „Schönsten Tiroler Sagen“ auf und schmückte sie mit grausamen Details aus.
1622 tötete eine nichtjüdische Frau ein christliches Mädchen und beschuldigte den jüdischen Kaufmann Isaak Jeschurun in Ragusa (Dubrovnik), er habe sie des Blutes wegen dazu angestiftet. Isaak wurde verhaftet, wiederholt grausam gefoltert und dann zu Gefangenschaft unter unmenschlichen Bedingungen verurteilt. Auf wundersame Weise überstand er beides und kam schließlich frei.
Der Jesuit Matthäus Rader veröffentlichte in seiner Sammlung Bavaria Sancta (vier Bände, 1615–1628) erneut einige mittelalterliche Ritualmordlegenden oder erfand neue und beschrieb die angeblichen Opfer als Märtyrer, „Selige“ oder „Heilige“ Bayerns. 1704 wurde das einflussreiche Werk ins Deutsche übersetzt und immer wieder neu aufgelegt.

### Abklingen
Im 16. Jahrhundert, besonders seit der Reformation (ab 1517), trat der antijudaistische Ritualmordvorwurf in der christlichen Theologie Mitteleuropas zurück. Der Reformator Martin Luther brach mit der katholischen Vorstellung, der Priester müsse das Selbstopfer Jesu Christi im Messopfer ständig wiederholen. Damit entzog er dem Teil der Ritualmordvorwürfe die theologische Basis, der mit der Transsubstantiationslehre zusammenhing. Er lehnte auch die katholische Reliquien- und Heiligenverehrung und den damit verbundenen Wunderglauben konsequent ab. Daher übernahm er nicht den Aberglauben, Juden bräuchten Christenblut für ihre Mazzen oder als okkultes medizinisches Heilmittel, sondern wies derartige Vorwürfe 1523 als „Lügengeschichten“ und „Narrenwerk“ zurück. In seiner Schrift Daß Jesus Christus ein geborener Jude sei (Weimarer Ausgabe 11, S. 336,24–36) hob er die bleibenden biblischen Vorzüge der Juden hervor und verlangte eine Abkehr der Christen von der gewaltsamen Missionierung, gesellschaftlichen Ausgrenzung und unmenschlichen Behandlung der Juden. Dazu zählte er das „Lügengeschwätz […], dass sie Christenblut haben müssen, damit sie nicht stinken, und wer weiß, was es sonst noch an närrischem Unsinn gibt…“.
Damals wurden Ritualmordanklagen vor Gericht immer öfter als unwahr und betrügerisch erwiesen, so 1504 in Frankfurt am Main, 1529 in Pösing und 1540 in Sappenfeld. Dort angeklagte Juden zitierten den Reformator Andreas Osiander. Dieser hatte den Vorwurf in seiner anonymen Schrift Ob es war und glaublich sey / daß die Juden der Christen Kinder heymlich erwürgen / vnd jr blut gebrauchen (1540) exegetisch und logisch widerlegt. Die Gegenschrift von Johannes Eck (1541) führte nochmals alle überlieferten angeblichen Beweise für einen religiösen Blutdurst der Juden an, fand aber kaum noch gelehrte Unterstützer. Auch katholische Theologen beriefen sich nun auf die Schutzbulle von Papst Innozenz IV. von 1247. Folglich wurden die Sappenfelder Juden freigesprochen. 1563 prüfte das Reichskammergericht letztmals eine Ritualmordanklage. Dort war von einem Bedarf der Juden an Christenblut keine Rede mehr, der Angeklagte wurde freigelassen.
In seiner Schrift Von den Juden und ihren Lügen (1543) räumte Luther zwar ein, dass die Ritualmordvorwürfe gegen die Juden unbewiesene, von ihnen bestrittene Gerüchte seien, folgerte daraus jedoch trotzdem:

„…dass sie mit vollem Willen nun mehr als 1400 Jahre lang durstige Bluthunde und Mörder der ganzen Christenheit sind. Und sie wären es wohl lieber mit der Tat [als nur in ihrem bösen Plan], obwohl sie oftmals deshalb verbrannt wurden, weil sie beschuldigt wurden, sie hätten das Wasser und die Brunnen vergiftet, Kinder gestohlen, mit Pfriemen totgestochen und mit Hecheln zerfleischt, um heimlich am Blut der Christen ihr Mütlein zu kühlen.“

Als Beispiele für diese unterstellte heimliche Mordlust der Juden erwähnte er die Ritualmordlegenden von „Trent, Weissensee etc.“ und warnte deshalb vor der Bekehrung von Juden und Dialog mit ihnen. Zwar sind aus den Städten und Gebieten, wo die Reformation sich durchsetzte, keine neuen Anklagen wegen Ritualmord, Hostienfrevel und Brunnenvergiftung und keine Judenpogrome bekannt. Doch maßgeblich wegen Luthers judenfeindlicher Haltung blieben Ritualmordvorwürfe fester Bestandteil der Judenfeindschaft im Protestantismus.
Später schrieben Katholiken auch Protestanten und Freimaurern Ritualmordpraktiken zu, während die Puritaner dies Katholiken zutrauten.

## Neuzeit

### Polen und Litauen

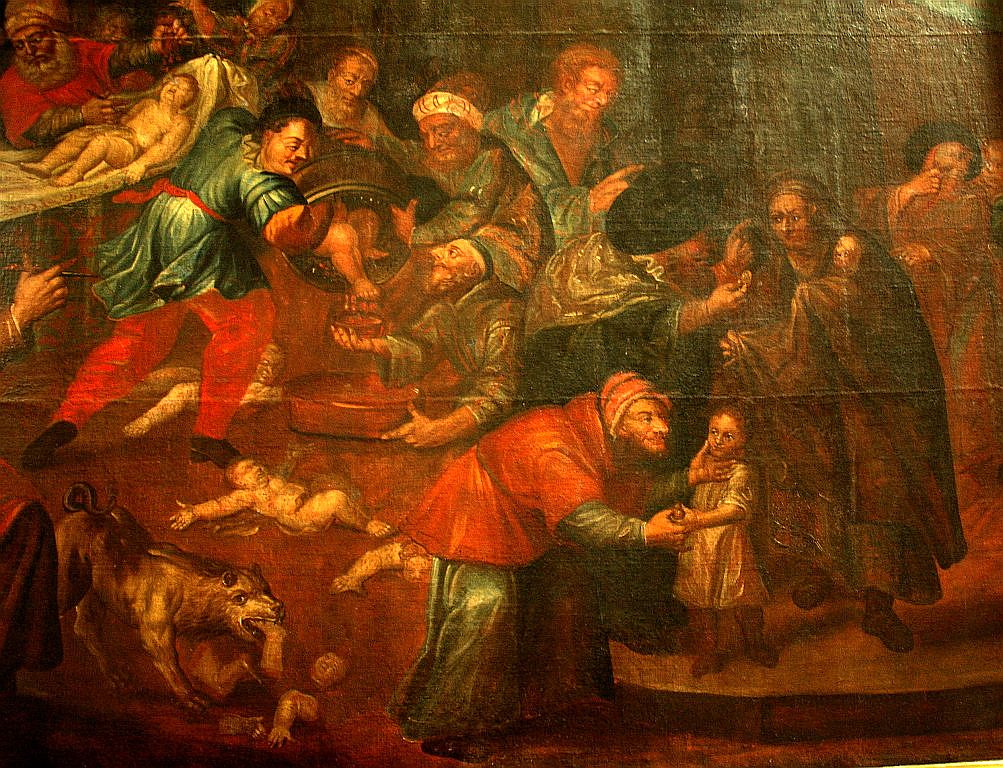
"Infanticidia" ("Kindermörder"), Ritualmordszene von Carlos de Preve, Kathedrale von Sandomierz, 1710

Nachdem die meisten deutschsprachigen Städte die Juden bis etwa 1700 vertrieben hatten, kam es dort nur noch selten zu neuen Ritualmordanklagen, dafür umso mehr in Osteuropa, wohin viele vertriebene Juden geflohen waren. Besonders in Polen wurden die zugezogenen Juden anfangs begrüßt und tolerant behandelt. Doch 1407 kam es erstmals in Krakau zu einem Ritualmordvorwurf, begleitet von einem Pogrom. In der Lubliner Union, so ermittelten Historiker, erfolgten von 1500 bis 1800 mindestens 89 Ritualmordanklagen und -prozesse. Man schätzt 200 bis 300 Hinrichtungen als ihre Folge.
Im Jahr 1758 baten Polens jüdische Gemeinden den Papst Benedikt XIV., sie gegen die häufigen Ritualmordvorwürfe von Katholiken ihres Landes zu verteidigen. Nach Benedikts Tod beauftragte das Heilige Offizium den Franziskaner Lorenzo Ganganelli, die Vorwürfe zu prüfen. In seinem Gutachten kam er zu dem Ergebnis, dass historische und aktuelle Beispielfälle unbegründet seien. Er nannte judenhetzende Christen „Pöbel“ und „Lügner“ und wies polnischen Bischöfen ihre widersprüchliche Argumentation für die angeblichen Ritualmorde nach. Man müsse vernunftgemäß argwöhnen, dass die Vorwürfe insgesamt nur „Verleumdung“ der Juden durch Christen seien.
Bei Andreas von Rinn 1462 und Simon von Trient 1475, deren Kulte Päpste anerkannt hatten, fand Ganganelli berechtigte Verdachtsmomente für jüdische Ritualmorde. Er betonte jedoch zugleich: Selbst wenn diese Ritualmorde tatsächlich geschehen seien, seien es Einzelfälle, die auf keinen Fall den Verwandten der Täter oder gar allen Juden angelastet werden und als Eigenart der „jüdischen Nation“ ausgegeben werden dürften. Jüdische Ritualgesetze verböten Menschen-, besonders Kindesopfer. Damit machte er das Durchsetzen von Einzelfallprüfungen aufgrund einer juristisch korrekten Beweisaufnahme zur Pflicht des Heiligen Stuhls. Dem schloss sich Papst Clemens XIII. am 24. Dezember 1759 in allen Punkten an. Die jüdischen Beschwerdeführer erhielten einen päpstlichen Sendbrief, der den polnischen Nuntius beauftragte, sie unter seinen Schutz zu stellen. Erst 1762 informierte dieser den polnischen König von dieser Haltung des Papstes und seinem Auftrag, Ritualmordvorwürfe nur noch nach individueller Beweislage zuzulassen und danach Recht zu sprechen.

### Russland
In Russland überlieferte die Russisch-Orthodoxe Kirche einen angeblichen jüdischen Ritualmord an dem Jungen Gavriil (1690). Noch 1914 sprach diese Kirche das angebliche Opfer als Märtyrer heilig.
Einige Zaren nutzten Ritualmordlegenden gezielt zur Diskriminierung der Juden und des Liberalismus. Dies war somit Ausdruck eines politischen Antisemitismus. Der erste Ritualmordprozess in Russland 1799 in Senno endete für vier angeklagte Juden mit Freispruch aus Mangel an Beweisen. Danach forderte Zar Paul I. einen offiziellen Bericht über Weißrusslands Juden an. Der als Autor beauftragte spätere Justizminister Gawriil Romanowitsch Derschawin hielt Ritualmorde für das Fantasieprodukt unwissender Fanatiker, schloss aber nicht aus, sie könnten früher tatsächlich verübt worden sein. Es gebe in den Judengemeinden noch lebende Täter. Daher seien solche Anklagen ernst zu nehmen und zu verfolgen.
Nach einem weiteren Fall 1816 in Hrodna verbot Zar Alexander I. mit einem Ukas am 6. März 1817, Juden künftig ohne hinreichende Indizien und nur wegen der abergläubischen Ritualmordlegende anzuklagen. Zugleich aber ließ er die Prüfung von Freisprüchen zu, so im Fall von Welisch 1823. Der damit beauftragte Generalgouverneur Tschowanski, ein bekannter Judenfeind, bezichtigte 1824 in seinem Bericht die ganze jüdische Gemeinde von Welisch als Auftraggeber des Mordes. Darauf ließ der neue Zar Nikolaus I. alle jüdischen Schulen und Synagogen der Stadt schließen. Tschowanski versuchte dann, auch bei weiteren ungeklärten Mordfällen eine Verstrickung von Juden nachzuweisen und dazu den Fall in Grodno wieder aufzurollen. Doch 1835 sprach der Staatsrat die seit 1825 inhaftierten Juden von Welisch in letzter Instanz frei, verurteilte drei Belastungszeugen wegen Meineids und verbannte sie nach Sibirien.
Der Zar akzeptierte das Urteil, bestätigte aber nicht den Ukas seines Vorgängers von 1817, da er an jüdische Sekten glaubte, die christliches Blut für ihre Riten benötigten. Zum Fall von Saratow 1853 beauftragte er eine Sonderkommission, die angeblichen „Dogmen des religiösen Fanatismus der Juden“ zu untersuchen. Obwohl diese bis 1856 keine Beweise fand und den Fall einzustellen riet, verurteilte der Staatsrat die Beschuldigten zu lebenslanger Haft im Arbeitslager. Der als Reformzar geltende Alexander II. bestätigte das Urteil 1860 und lehnte Begnadigungsgesuche ab. Zwei der Verurteilten begingen in Haft Suizid, der dritte wurde 1867 begnadigt. Trotz einer Justizreform wurde etwa die Anklage 1879 in Kutaissi (Georgien) zugelassen, die mit Freispruch für zehn Juden endete.
Unter Alexander III. fanden trotz wachsender antisemitischer Stimmung keine Ritualmordprozesse statt. Unter Nikolaus II. endete ein Prozess von 1900 in Vilnius nach Revision 1902 mit einem Freispruch. Von orthodoxen Priestern und dem Geheimdienst Ochrana gestreute Ritualmordgerüchte zu einem schon aufgeklärten Mordfall führten zum Pogrom von Kischinjow (6. bis 9. Februar 1903; ~49 Mordopfer). Die Polizei griff nicht ein, und der Zar antwortete nicht auf internationale Proteste. Folglich verließen wie schon nach staatlich geduldeten Judenpogromen von 1880 erneut zehntausende Juden Russland.
1910 in Smolensk schürte der Redakteur der reaktionären Zeitung Russkoje Snamja („Russisches Banner“) und Vorsitzender des Sojus russkowo naroda („Bund des russischen Volkes“) ein Ritualmordgerücht. Die angeklagte jüdische Familie erreichte mit einer Verleumdungsklage, dass er und eine Hauptbelastungszeugin verurteilt wurden. 1911 wurde die Jüdin Chana Spektor in Taraschtscha eines Ritualmords angeklagt, jedoch noch im selben Monat freigesprochen.
Um parlamentarische Forderungen nach Aufhebung der seit Jahrzehnten gültigen antijüdischen Knebelgesetze zurückweisen zu können, konstruierte das zaristische Innenministerium 1911 eine Ritualmordanklage gegen Mendel Beilis. Trotz fingierter Beweise sprach eine Jury in Kiew ihn nach zweijähriger Haft 1913 einstimmig frei; er musste aber auswandern. Der Prozess wurde international beachtet, machte den zaristischen Antisemitismus weltweit bekannt und förderte die Verständigung von konservativen und revolutionären russischen Oppositionellen in der „Judenfrage“.
Nach 1918 gaben Gegner der Bolschewiki die Ermordung der Zarenfamilie als Ritualmord wie bei einer Schächtung aus. Mit dem Schlagwort „Jüdischer Bolschewismus“ setzten Antisemiten die Revolutionäre oft umstandslos mit dem Judentum gleich. Dies bewirkte weitere schwere Judenpogrome in den Gebieten, die die Weiße Armee beherrschte.

### Osmanisches Reich
Das vom Islam geprägte Osmanische Reich pflegte religiöse Toleranz gegen die Minderheiten der Christen und Juden. Im 15. Jahrhundert nahm es die aus Spanien vertriebenen Juden auf. Seitdem traten auch hier Blutanklagen gegen Juden auf. Sie gingen alle von orthodoxen Christen – Griechen und Armeniern – aus, die die Juden als wirtschaftlich privilegierte Konkurrenten sahen. Sie waren bis 1800 aber sehr selten und wurden allesamt von der Regierung zurückgewiesen.
Der griechische Mönch Noah Belfer, der sich als bekehrter Jude ausgab (Neophytos, „der Wiedergeborene“), veröffentlichte 1803 unter dem Pseudonym E.G. Jab sein Pamphlet Die Widerlegung des Judaismus und seiner Gebräuche. Es wurde in viele Sprachen übersetzt und vor allem auf der Balkanhalbinsel und in Kleinasien verbreitet. Der Autor behauptete, sein Vater habe ihn als 13-Jährigen in das Einbacken von Christenblut in die Pessachmazzen eingeweiht und ihm den Eid abverlangt, dieses Geheimnis nur einem von zehn seiner zukünftigen Kinder weiterzugeben. Es sei nur den Rabbinern bekannt.
1810 beschuldigten Christen in Aleppo die dortigen Juden eines Ritualmords. Ab 1830 nahmen solche Anklagen sprunghaft zu. Bis 1900 sind 80 Fälle verzeichnet, ein Großteil davon in türkischen Hafenstädten des Mittelmeers. Dies hing mit verschärften Spannungen zwischen christlichen Griechen und muslimischen Türken und dem wachsenden Druck der europäischen Kolonialmächte zusammen. Judenfeindliche Agitatoren versuchten, die Ritualmordlegende nach dem Vorbild christlicher Gruppen für politische Ziele zu nutzen und Unruhe in der Bevölkerung zu schüren. Sie fanden unter Muslimen zunächst wenig Glauben. Im Jahr 1840 endete eine Ritualmordanklage des damaligen griechischen Gouverneurs von Rhodos gegen Juden der Insel mit einem Freispruch für sie.
Im selben Jahr lösten Kapuziner-Mönche mit einer Ritualmordanklage gegen Juden in Damaskus die international beachtete Damaskusaffäre aus. Sie erzwangen Geständnisse durch Folter von acht hochgestellten Juden, Kindesentführung, Erpressung und Bestechung. Der Vatikan unterstützte die Anklage durch eine breite Kampagne. Es folgten antijüdische Ausschreitungen und Ritualmordanklagen in Alexandria, Beirut, Jerusalem, Konstantinopel und weiteren größeren Städten des Osmanischen Reichs, 1897 auch in Algerien und 1901 in Kairo. 1870 mussten jüdische Kaufleute in Konstantinopel zur Pessachzeit ihre Handelssäcke öffnen, da man den Transport von Kinderleichen darin vermutete. 1872 folgte ein Pogrom in Smyrna. In Marmara wurde eine Synagoge niedergebrannt. 1874 verhinderte die türkische Polizei ein weiteres Judenpogrom in Konstantinopel. Die Affäre mobilisierte die westeuropäische und nordamerikanische Öffentlichkeit gegen solche Blutanklagen und gilt daher als erstes Zeichen einer globalisierten Mediengesellschaft.

### Österreich-Ungarn
Die verschärfte Lage der Juden in Osteuropa führte ab etwa 1800 zu Rückwanderungsbewegungen. Diesen folgten in den Zuzugsländern wie Österreich-Ungarn neue Ritualmordanklagen, etwa im ungarischen Tiszaeszlár 1882 und im böhmischen Polná 1899. Diese standen nun auch hier im Kontext des modernen Antisemitismus. In Tiszaeszlár verteidigte die ungarische politische Elite unter Ministerpräsident Kálmán Tisza die beschuldigten Juden sofort. Der Nationalratsabgeordnete und Rechtsanwalt Károly Eötvös erreichte vor Gericht ihren Freispruch. Ungarns Behörden und Regierungsparteien traten Judenpogromen, die auf die unbegründete Anklage in einigen Orten des Landes folgten, entschieden entgegen und begrenzten sie so.

### Frankreich
In Frankreich wurde der jüdische Viehhändler Raphaël Lévy 1670 in Metz eines Ritualmords angeklagt, gefoltert und hingerichtet. Daraufhin verbot Ludwig XIV. jeden weiteren Ritualmordprozess und sogar den bloßen Glauben an Ritualmordanklagen. Das bewahrte einen mitangeklagten jüdischen Entlastungszeugen vor der Hinrichtung. Zwar erreichte ein Theologe posthum Levys juristische Rehabilitation, doch Schmähschriften verbreiteten diese und andere Ritualmordlegenden weit ins 18. Jahrhundert hinein. Selbst Befürworter der jüdischen Emanzipation wie Henri Grégoire schlossen die Möglichkeit einiger vergangener jüdischer Ritualmorde nicht aus.
In der Dreyfus-Affäre (1894–1906) tauchten modernisierte Ritualmordanklagen in Frankreich auf. Einige Vertreter des katholischen Ultramontanismus warfen Juden wie 200 Jahre zuvor vor, sie stünden hinter der Säkularisierung durch die Regierung. Die katholische Zeitung La Croix warf Juden vor, sie zerstörten die Seele Frankreichs durch ihre angebliche radikale säkular-antikatholische Agenda, so wie Juden früher Christenkinder ermordet hätten. Um die Justiz zum Eingreifen zu bewegen, erinnerte Dreyfus’ Verteidiger Joseph Reinach an den Justizmord an Raphael Lévy und das Prozessverbot des damaligen Königs.
Im Jahr 2001 entschuldigte sich ein Urgroßneffe von Didier Le Moyne, dem angeblichen Mordopfer Levys, bei dessen einzigem Nachfahren öffentlich für das seinem Urahnen angetane Unrecht. Glatigny, Lévys Heimatgemeinde, hatte allen Juden 1670 strikt das Betreten des Ortes verboten und hob diesen Bann 2014 auf, also nach 344 Jahren.

### Akademischer Diskurs in Europa
Seit der Aufklärung waren Ritualmordlegenden unter Gebildeten Europas unglaubwürdig geworden. Der preußische Jurist Christian Konrad Wilhelm von Dohm stieß 1781 mit seiner Schrift Über die bürgerliche Verbesserung der Juden eine Debatte über die Jüdische Emanzipation an und forderte darin die Christen zum Abbau ihrer Vorurteile gegen die Juden auf, um diese zu nützlichen Staatsbürgern zu machen. Doch nach der Französischen Revolution (1789) versuchten frühe Antisemiten, diese Stereotypen als Munition gegen die rechtliche Gleichstellung der Juden wiederzubeleben. So griff Carl Wilhelm Friedrich Grattenauer in seinem sechsmal aufgelegten, einflussreichen Hasspamphlet Wider die Juden von 1803 unter anderem die Ritualmordlegende auf, um einen unveränderlich bösartigen Charakter der Juden zu behaupten:

„Auf welche unerhoerte Art die Juden Christenkinder gestohlen, demnaechst gemartert, geschunden, gekreuziget, und ihnen das Blut mit Federkielen ausgesogen haben, darueber sind in den glaubwuerdigsten Schriftstellern … die zuverlaeßigsten Beispiele vorhanden.“

Christliche Autoren stellten angebliche Ritualmorde nun oft als Werk jüdischer Fanatiker und Sektierer hin, um die tradierten Legenden nicht völlig aufgeben zu müssen, so auch der katholische Kirchenhistoriker Anton Joseph Binterim. Seine auf Drängen jüdischer Gemeinden 1834 verfasste Schrift Über den Gebrauch des christlichen Blutes bei den Juden sollte Ritualmordgerüchten am Niederrhein entgegentreten, verlieh diesen aber umso mehr Plausibilität.
1840 löste die Damaskusaffäre in Westeuropa eine breite Debatte darüber aus, ob jüdische heilige Schriften Ritualmorde verlangen. Die Londoner Times druckte Noah Belfers Pamphlet von 1803 nach und kommentierte, falls die Angaben zuträfen, müsse die jüdische Religion eines Tages von der Erde verschwinden. Auch die Leipziger Allgemeine Zeitung gab judenfeindlichen Argumenten viel Raum. In meist anonymen Leserbriefen beriefen sich christliche Autoren auf antijüdische Schriften, etwa die Bavaria Sancta von 1615, Johann Christoph Wolfs Bibliotheca hebraica von 1683 und Johann Andreas Eisenmengers Entdecktes Judenthum von 1711. Daraufhin erinnerten anerkannte Rabbiner an weithin vergessene Zurückweisungen der Legende von Salomo ibn Verga (Schewet Jehuda, ~1554), Menasse ben Israel (Vindiciae Judaeorum, 1656; deutsche Übersetzung und Vorwort von Moses Mendelsohn, 1782); Johann Christoph Wagenseil (Unwidersprechliche Widerlegung der entsetzlichen Unwarheit, Daß die Juden zu ihrer Bedürffnis Christen-Blut haben müssen, 1705) und Aloysius von Sonnenfels (Judaica Sanguinis Nausea, 1753).
Im Debattenverlauf versuchten Judenfeinde, das Verbot des Blutgenusses in Lev 17,10-12  zum Gebot des Trinkens von Menschenblut am Altar umzudeuten. Der Talmud erlaube den Gebrauch von Menschenblut etwa bei der Beschneidung, geringfügig auch in koscherem Essen und in Mazzen. Dann, so eine Antwort, hätte ja auch Jesus als toratreuer Jude Menschenblut getrunken. Bei den unterstellten Riten, so schon Isaak Bär Levinsohn (Efes Dammim, 1834), müsse jede Synagoge pro Jahr zwei, allein in London also 16 Christen ermorden. Doch habe man seit 100 Jahren nirgends so einen Mord entdeckt und rechtskräftig bewiesen. Somit seien auch die früheren angeblichen Ritualmorde nur durch Folterverhöre belegt. Diese rationalen Argumente verfingen jedoch nicht gegen die seit 1150 übliche Behauptung, Juden würden bei jährlichen Geheimtreffen Morde an Christenkindern verabreden. Dies hatte man schon seit 1540 nur noch einzelnen Rabbinerfamilien oder isolierten jüdischen Sekten nachgesagt. So schrieben Judenfeinde Ritualmorde ab etwa 1800 nur noch ungebildeten Ostjuden und „fanatischen Sekten“ außerhalb Europas zu. Damit hielten sie die Legende trotz fehlender Beweise wach und erhöhten den Anpassungsdruck auf gebildete Juden Europas. Dagegen veröffentlichte Adolphe Crémieux 1840 erneut das Vindiciae Judaeorum des Menasse ben Israel von 1656: Er hatte stellvertretend für alle Juden öffentlich den heiligen Eid geschworen, sie seien schuldlos solcher Verbrechen. Spätere Rabbiner wie Jacob Emden, Jonathan Eybeschütz und David Meldola hatten diesen Eid feierlich bekräftigt. Dies taten 1840 auch Solomon Hirschell in England, Emmanuel Deutz und mit ihm viele Rabbiner in Frankreich.
Auch jüdische Konvertiten wie Johann Emanuel Veith, Wildon Pieritz und August Neander traten gegen die Ritualmordlegende auf. Mit seiner Schrift Reasons for Believing that the Charge Lately Revived Against the Jewish People Is a Baseless Falsehood (1840) veröffentlichte Alexander McCaul einen Protestbrief von 35 jüdischen Konvertiten, darunter Bischof Michael Salomo Alexander: Als erfahrene Kenner des Judentums hätten sie „niemals unter Juden davon gehört und erst recht keine Juden gekannt, die den Brauch üben, Christen zu ermorden oder christliches Blut zu benutzen. Wir halten diese Anklage, die früher so oft gegen sie vorgebracht und erst kürzlich wiederbelebt wurde, für eine widerliche und satanische Lüge.“
In seiner Schrift Ueber den Ursprung der Wider die Juden Erhobenen Beschuldigung (1840) erklärte der gelehrte Konvertit Joachim Biesenthal die Legenden psychologisch als Projektion: Die Christen unterstellten Juden das, was sie ihnen heimlich gern selbst antun würden.
Ein angeblicher Talmudexperte schrieb anonym in der Leipziger Allgemeinen Zeitung, zwar habe er wie Eisenmenger im Talmud keine Spur von Ritualmordregeln und Blutgenuss gefunden. Doch die Bibelstelle Ez 36,14  hätten auch Rabbiner als Prophezeiung späterer Ritualmordanklagen verstanden. Er behauptete, um das Pessachfest herum würden auffällig viele christliche Kinder ermordet; darum müssten nicht alle Legenden unwahr sein. Um jüdische Ritualmorde als möglich darzustellen, veröffentlichte er einige Talmudzitate, die Gojim den Tod wünschten. Gegengutachten zeigten, dass er die Folgesätze weggelassen hatte: Diese verboten strikt direktes oder indirektes Ermorden von Nichtjuden.
Doch einige deutsche Akademiker erhoben weitere Ritualmordvorwürfe: So behauptete der Religionsphilosoph Georg Friedrich Daumer in einem Privatbrief von 1842, „Sekten“ wie die „rabbanitischen“, „talmudischen“, „sabbathiatischen“ und „chassidäischen“ Juden „schlachten fremde und eigene Kinder“. Er selbst habe Menschenknochen in einem alten „unterirdischen Ofen der Juden“ in Nürnberg entdeckt. Im selben Jahr behauptete der evangelische Theologe Friedrich Wilhelm Ghillany in seiner umfangreichen Schrift Die Menschenopfer der alten Hebräer, im zeitgenössischen Judentum werde der vormosaische Opferkult heimlich fortgesetzt.
Das 1871 veröffentlichte Werk Der Talmudjude des katholischen Alttestamentlers August Rohling war ein Plagiat von Eisenmengers Pamphlet Entdecktes Judenthum. Obwohl Rohling den Talmud selbst kaum kannte, galt er jahrelang als Experte für das Judentum und behauptete jüdische Ritualmorde auch vor Gericht. Ebenfalls 1871 wies der Rabbiner Theodor Kroner in seiner Gegenschrift (Entstelltes, Unwahres und Erfundenes in dem Talmudjuden Professor Dr. August Rohling’s) nach, dass dieser von 61 herangezogenen Talmudzitaten 29 verdreht und entstellt, 27 erfunden und drei falsch zitiert hatte. Damit schien der Fall erledigt. Doch 1883 bezeugte Rohling im Strafprozess zum Judenpogrom in Tisza-Eszlár (Ungarn), Juden bräuchten für ihr Pessachfest christliches Blut. Als der Wiener Rabbiner Joseph Samuel Bloch ihm in mehreren Zeitungsartikeln Fälschung und Verleumdung vorwarf, zeigte Rohling ihn an. Der Konvertit und Alttestamentler Franz Delitzsch erweiterte seine Schrift Rohling’s Talmudjude Beleuchtet (1881) nun zum Gegengutachten (Schachmatt den Blutlügnern Rohling und Justus, 1883). Als das Wiener Gericht ihn als Gutachter zuließ, zog Rohling seine Anzeige kurz vor der Hauptverhandlung zurück. Obwohl er seine Lehrerlaubnis verlor, beeinflussten seine Thesen weitere Ritualmordprozesse und antisemitische Kampagnen in Mittel- und Osteuropa.
Der Wiener Pfarrer Joseph Deckert versuchte 1893 mit pseudowissenschaftlichen Schmähschriften, jüdische Ritualmorde an Simon von Trient, Anderl von Rinn und anderen christlichen Kindern zu beweisen. In einem Strafprozess wegen Ehrenbeleidigung behauptete er, noch 1875 habe es einen jüdischen Ritualmord gegeben. Auch nachdem er den Prozess verloren hatte, veröffentlichte er weitere solche Schmähschriften.
Der damals führende Judaist Hermann Leberecht Strack engagierte sich zusammen mit Delitzsch gegen diese verstärkte antisemitische Propaganda. 1891 veröffentlichte er den Aufsatz Der Blutaberglaube bei Christen und Juden, den er in den Folgejahren ständig erweiterte und unter neuen Titeln herausgab. Die fünfte Auflage von 1900 hieß Das Blut im Glauben und Aberglauben der Menschheit. Mit besonderer Berücksichtigung der ‚Volksmedizin‘ und des ‚jüdischen Blutritus‘. Mit demselben Anliegen gaben einige christliche Theologen, Orientalisten und Historiker 1899 und 1900 die umfangreichen Dokumente zur Aufklärung heraus. Der erste Band zu den Blutbeschuldigungen gegen die Juden enthielt auch die Schutzbullen der Päpste gegen die Ritualmordlegenden. In Frankreich reagierten der Journalist Bernard Lazare und der Religionswissenschaftler Salomon Reinach auf die Schrift La France Juive (1886) des Antisemiten Edouard Drumont mit historischen Abhandlungen, auch zur Ritualmordlegende (L’accusation de meurtre rituel, 1893).
In Russland schrieb Achad Ha'am (Ascher Ginsberg), der Begründer des Kulturzionismus, 1892: Die immer wieder erneuerte Blutanklage beweise, dass die weitaus meisten Nichtjuden den Juden durch die Jahrhunderte bösartigste, dämonische Ritualmorde zutrauten. Doch jeder Jude auf der Welt wisse, dass dies nur eine verrückte Fantasie sei. Somit könne die kleine Minderheit der Juden sogar gegen die ganze Welt Recht haben, dass sie unschuldig sei: Daraus könnten Juden einen gewissen Trost schöpfen.
Die Aufklärungsbemühungen blieben weithin erfolglos: Von 1873 bis 1900 sind mindestens 74 Ritualmordanklagen gegen Juden in Mittel- und Osteuropa dokumentiert, zudem viele weitere nur regional bekanntgewordene Fälle. Die Zahl der Ritualmordgerüchte in der antisemitischen Presse zwischen 1890 und 1900 übertraf die Menge der Ritualmordanklagen aller vorigen Jahrhunderte laut dem Volkskundler Georg R. Schroubek um ein Vielfaches. Viele Anklagen erfolgten weiterhin in der Osterzeit, wurden nun aber kriminalistisch-forensisch mit Indizien begründet, die eine Ausblutung oder Schlachtung von Mordopfern durch einen Schächtschnitt beweisen sollten. Dahinter stand die Vorstellung einer angeblichen kollektiven, besonders barbarischen jüdischen Grausamkeit. Öffentliche Prozesse, fast immer irrtümliche ärztliche Diagnosen, Gutachten und eine Fülle von Presseberichten darüber gaben den antisemitischen Gerüchten Nahrung und schufen ein modernisiertes Narrativ der tradierten Legenden.

### Fälle außerhalb Europas
Im 19. Jahrhundert wurden Ritualmordgerüchte in China, Indien und Madagaskar gegen Europäer verbreitet. Diese unterstellten der Voodoo-Religion in Haiti Ritualmordpraktiken, so Sir Spencer St. Johns populäres Buch Haiti or the Black Republic von 1886.
In Schiraz (Iran) streuten Muslime 1910 das Gerücht, die lokalen Juden hätten ein muslimisches Mädchen rituell getötet. Daraufhin töteten Muslime dort dutzende Juden und verwüsteten das ganze Judenviertel.
Die einzige bekannte Ritualmordanklage gegen Juden in den USA erfolgte 1928 in Massena (New York). Die Urheber sind unbekannt. Die lokalen Autoritäten und Behörden machten sich den Verdacht unbesehen zu eigen.

## Deutschland (1700–1945)

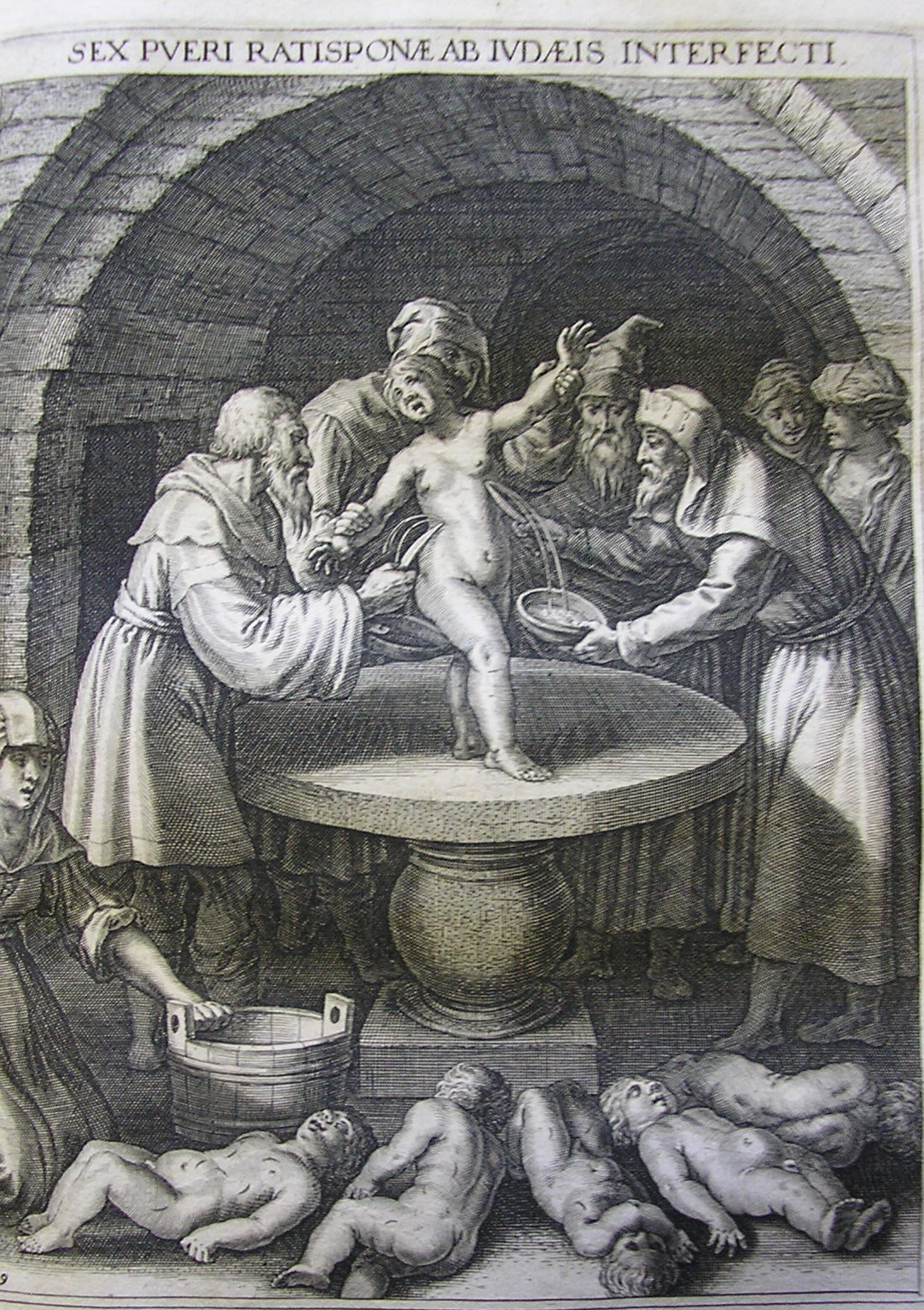
Darstellung aus der Bavaria Sancta (1627) vom angeblichen Ritualmord an sechs Regensburger Knaben 1476

### Kultüberlieferung
Im 18. Jahrhundert wurden christliche Ritualmordlegenden vor allem durch ländliche Heiligenverehrung überliefert. Sie blieben unter anderem im katholischen Rheinland gängiger Volksglaube. Auch nach dem Ende der Wallfahrten zu Werner von Oberwesel zeigten regelmäßig restaurierte Deckengemälde und Altarbilder der Dorfkirche weiter sein angebliches Martyrium. Das Bistum Trier nahm ihn 1761 in den Heiligenkalender auf und beging seinen angeblichen Todestag bis 1963 jedes Jahr mit einer Prozession. Womrath, sein angeblicher Geburtsort, widmete ihm noch 1911 eine neue Kapelle mit Kultgemälden und feierte ein jährliches „Wernerfest“ mit eigens komponierten Liedern. Bei Johanneken von Troisdorf war der Versuch einer Kultstiftung weniger erfolgreich.

### Verfolgungswellen
Vielerorts bedrohte schon das Gerücht eines Ritualmords die dortigen Juden, so in Ilsenburg (Harz) (1599), Feuchtwangen (1656), Gerabronn (1687), Gunzenhausen (1715), Reckendorf (1746), Markt Erlbach (1758), Muggendorf, Pretzfeld (1785), Küps (1797), Uhlstädt-Kirchhasel (1803), Höchberg bei Würzburg (1830), Thalmässing, im Nördlinger Ries (1845) sowie in Enniger (1873), Kempen (1893), Berent (1894) Burgkunstadt (1894), Ulm (1894), Berlin (1896), Issum (1898), Skaisgirren (1898), Schoppinitz (1898), Langendorf (1898), Braunsberg in Schlesien (1898), Oderberg (1900) und Neuss (1910).
1819 fanden in größeren Städten Mitteleuropas die stärker ökonomisch motivierten Hep-Hep-Krawalle statt. Im katholischen Rheinland führten viele Ritualmordanklagen im selben Jahr zu schweren Angriffen auf Juden, ihre Synagogen, Friedhöfe und Häuser, so in Dormagen, Neuss, Grevenbroich, Stadt Hülchrath, Emmerich am Rhein, Binningen (Eifel) und Rheinbrohl. 1834 nach einem Sexualverbrechen an einem Jungen gab es in Neuenhoven, Bedburdyck und Stessen wochenlang schwere Exzesse gegen Juden, danach Plünderungen und Mordversuche in Grevenbroich, Neuss, Düsseldorf, Rommerskirchen, Güsten, Aachen und Xanten. Preußisches Militär musste die Angriffe beenden, da örtliche Polizei vielfach nicht eingriff.
1835 in Willich stellte sich ein Ritualmordgerücht als Lüge eines nichtjüdischen Kindermörders heraus, der einen jüdischen Kaufmann erpressen wollte. 1836 in Düsseldorf hielten Lokalzeitungen ein Ritualmordgerücht ein Jahr lang ohne Belege aufrecht. 1840 in Jülich wurde ein jüdisches Ehepaar eine Woche lang wegen der Falschaussage eines angeblichen Mordversuchs inhaftiert. 1862 bedrohte eine Menge in Köln einen Mann, der sein eigenes Kind führte, als vermeintlichen jüdischen Kindesentführer. Einen Katholiken, dem Kinder „Blutjude“ nachgerufen hatten, prügelten Herbeieilende fast tot.

### Propaganda
Im 19. Jahrhundert benutzten Nationalisten die überlieferten Legenden im Kampf gegen die rechtliche Gleichstellung der Juden. Verschwörungsideologen verknüpften Juden nun als angebliche Drahtzieher der Französischen Revolution mit Templern, Freimaurerei, Illuminaten und anderen angeblichen Geheimsekten.
Ab etwa 1870 konstruierten deutsche Nationalisten und Rassisten pseudowissenschaftliche statt religiöse Erklärungen für „jüdische Ritualmorde“ und leiteten einen angeblichen jüdischen „Blutdurst“ aus Eigenschaften einer angeblichen jüdischen „Rasse“ her. Dabei stützten sie sich auf vorherige kirchliche Erklärungen. Papst Pius IX. sah die Kirche von der „Synagoge des Satans“ bedroht und erhob Simon von Trient 1867 zum Märtyrer und Heiligen. 1869 pries der Papst das antisemitische Pamphlet Der Jude, das Judentum und die Verjudung der christlichen Völker, das die Juden der Neigung zum Ritualmord bezichtigte, und verlieh dem Autor Henri Roger Gougenot des Mousseaux einen hohen Orden. Bischof Konrad Martin von Paderborn gab Schriften heraus, die behaupteten, Juden bräuchten das Blut christlicher Kinder für ihre Religionsausübung. Der Antisemit Max Liebermann von Sonnenberg verbreitete solche Beschuldigungen massenhaft als kostenlose Broschüren.
Ab 1881 veröffentlichte das Jesuiten-Organ La Civiltà Cattolica eine jahrelange antisemitische Artikelserie zu damaligen Ritualmordprozessen. Der Autor stellte das Purimfest, nicht das Pessach, als Anlass für angebliche jüdische Ritualmorde dar und empfahl, Sondergesetze für die außerordentlich „verdorbene Rasse“ der Juden einzuführen und ihre Emanzipation zurückzunehmen. Wie andere Antisemiten behauptete das Blatt ein heimliches jüdisches Streben nach Weltbeherrschung und Talmudgebote, Christen zu betrügen und zu ermorden.
Die deutsche Volkskunde unterschlug alle jüdischen Sagen, nahm aber Ritualmordlegenden auf, etwa im Sammelwerk Deutsche Sagen der Brüder Grimm. Der völkische Schriftsteller Max Bewer behauptete in seiner Sammlung „Gedanken“ (1892), die Juden bräuchten Christenblut für eine homöopathische Therapie zur Reinhaltung ihrer „Rasse“.

### Affären
Dem Xantener Ritualmordvorwurf im Juni 1891 gegen den jüdischen Metzger und ehemaligen Schächter Adolf Buschhoff folgten Angriffe auf Wohnungen und Läden lokaler Juden und eine antisemitische Pressekampagne. Als ein gefälschter Polizeibericht die Zeugenaussagen gegen ihn stützte, wurde er im April 1892 wegen Mordes angeklagt. 160 Zeugen verschärften ihre Vorwürfe nach den ersten Vernehmungen erheblich. Doch Buschhoff konnte ein lückenloses Alibi vorweisen und wurde freigesprochen. Bis dahin waren sein Haus und seine berufliche Existenz zerstört worden, so dass er nicht nach Xanten zurückkehren konnte. In und nach dem Prozess erfolgten in und um Neuss und Grevenbroich weitere schwere Angriffe auf Juden. Ein Viertel der jüdischen Bewohner verließ Neuss, die übrigen blieben geächtet und verarmten. Bei der Reichstagswahl 1893 erzielte der katholische Stadtrat Clemens Freiherr von Schorlemer-Lieser mit antisemitischer Propaganda und Hilfe der preußisch-protestantischen Christlich-Sozialen Partei Adolf Stoeckers enorme Stimmengewinne.
Der Affäre Buschhoff folgten viele weitere Ritualmordbeschuldigungen, so 1893 in Kempen und Posen, 1894 in Berent, Burgkunstadt, Rotthausen, Ulm, 1895 in Berlin, Köln, Mienken, 1896 in Berlin, Seckenburg, Żerków, 1898 in Bromberg, Chorzów, Issum, Langendorf, Schoppinitz, Skaisgirren, 1899 in Braunschweig, Breslau, Versmold, 1900 in Königshütte, Meseritz, Myslowitz, Übermatzhofen, Pudewitz, Rogasen, 1901 in Großschönau, Kleve, Oderberg, Rittel, Rosenberg, Schneidemühl, Strehlen, Uetersen, 1902 in Marienburg und Schlochau. Diese Fälle fanden meist nur lokale Beachtung. Doch zugleich griff die deutsche Presse stets die häufigen Ritualmordbeschuldigungen im zaristischen Russland und in der Habsburger K.u.K.-Monarchie auf.
Auch die Konitzer Mordaffäre (ab März 1900) wurde erst durch eine antisemitische Pressekampagne überregional bekannt. In Konkurrenz zur Polizei berief der Berliner Zeitungsverleger Wilhelm Bruhn einen Untersuchungsausschuss aus angesehenen Bürgern, der den jüdischen Metzger Adolph Lewy als Ritualmörder des getöteten Ernst Winter verdächtigte. Presseartikel strickten aus belanglosen Details und unwahren Zeugenaussagen angebliche Tatabläufe. Ansichtskarten mit reißerischen Parolen zeigten Leichenteile, Fundorte, den Beschuldigten, den später des Meineids überführten Hauptbelastungszeugen, rituelles Schächten im Keller des Metzgers und dabei anwesende Juden. Der Kartenverkauf sollte den Bau eines Grabmals für das Opfer finanzieren. Bruhn wurde später wegen Landfriedensbruchs verurteilt. Infolge seiner Hetzpropaganda zerstörte eine Menge im Juni 1900 Lewys Haus und die örtliche Synagoge. Auch in den Nachbarorten Prechlau und Kamin wurden Juden angegriffen; viele erhielten keinen Schutz und flohen. Die übrigen trafen sich nur noch heimlich zu Privatgottesdiensten in ihren Häusern. Die antisemitische Stimmung hielt in der Gegend jahrelang an. In Stegers bei Schlochau wurde 1903 ein älterer Jude erschlagen, der jede jüdische Beteiligung am Mord an Ernst Winter bestritten hatte.

### Nationalsozialismus
In der Weimarer Republik verbreiteten vor allem völkische Gruppen, Parteien, Vereine und Zeitungen Ritualmordlegenden. 1921 übersetzte der nationalsozialistische Ideologe Alfred Rosenberg das antisemitische Pamphlet von Mousseaux ins Deutsche. Franz Fühmann beschrieb in seiner teils autobiografischen Erzählung Das Judenauto von 1962, wie ein sudetendeutscher Schüler in den 1920er Jahren antisemitische Ritualmordgerüchte in der Schule erlebte.
Ab 1923 nutzte das NSDAP-Hetzblatt Der Stürmer Ritualmordgerüchte für nationalsozialistische Propaganda. Bis 1929 erschienen mindestens neun Einzelhefte zum Thema. Karikaturen stellten Juden als besonders abstoßende, heimtückische „Blutsauger“ dar. Artikel griffen auf frühere Hetzschriften zurück und verknüpften Nachrichten über verschwundene oder tot aufgefundene Kinder stets mit Hinweisen auf das „jüdische Blutritual“, so ein Heft vom Juli 1926 zum Doppelmord in Breslau. Mit Bezug darauf forderte Johannes Dingfelders Aufsatz „Schächtung und Weltgewissen“ von 1928 ein Schächtverbot, angeblich zum Tierschutz. Er behauptete einen „Blutglauben“, der besonders bei „fanatischen orthodoxen jüdischen Kreisen“ öfter Ritualmorde bewirke. Der Stürmer stellte den Mordfall Helmut Daube als Ritual einer „jüdischen Geheimsekte“ mit Genitalien von Jugendlichen dar. Solche Artikel bedienten Verschwörungsfantasien und voyeuristische Leserbedürfnisse.
Am 17. März 1929 fand man bei Manau den Jungen Karl Kessler tot auf. Der Zahnarzt Otto Hellmuth behauptete im Stürmer, Kesslers Leichnam sei „völlig ausgeblutet“ gewesen; dies beweise einen jüdischen Blutmord. Der Untersuchungsrichter widersprach öffentlich jedem Detail dieser Erfindung. Doch Hellmuth und der Stürmer-Redakteur Karl Holz hielten im ganzen Landkreis um das Osterfest herum gut besuchte Vorträge zum Thema „Blutmord in Manau“ und verteilten dabei die Hetzschrift „Jüdische Moral und Blutmysterien“, die 50 nachgewiesene jüdische Ritualmorde behauptete. Daraufhin wurden viele Juden der Umgebung festgenommen und mussten ein Alibi nachweisen. Am Fundort der Leiche wurde ein Gedenkstein mit der Aufschrift „Karl Kessler – Opfer eines Ritualmordes“ aufgestellt. Dort hielten örtliche NS-Aktivisten jährliche Gedenkfeiern ab. Hellmuth stieg zum Gauleiter von Mainfranken auf und betrieb 1934 und 1937 die „Aufklärung“ des Falls, um seine Verdienste für das Gau vor der Machtergreifung hervorzuheben. Nach einer großen „Gedenkfeier“ am 19. März 1937 verhaftete die Gestapo neun Juden der Region als angeblich Verdächtige. Obwohl alle ein Alibi vorweisen konnten, wurden sie bis November 1937 inhaftiert.
Die Stürmer-Sonderausgabe vom Mai 1934 listete 131 angebliche jüdische Ritualmorde auf und nannte oft Kirchentexte als Quellen, darunter die Jesuitenzeitschrift La Civilta Cattolica. Das zugehörige Flugblatt „Jüdischer Mordplan gegen nichtjüdische Menschheit aufgedeckt“ beschuldigte die deutschen Juden, sie planten wegen angeblicher Ritualmordneigungen Morde an führenden NS-Vertretern, darunter Adolf Hitler. Die Reichsvertretung der deutschen Juden protestierte mit einem Telegramm an die Reichskanzlei und an den Reichsbischof der DEK Ludwig Müller: Das Flugblatt bedrohe Juden an Leib und Leben, schände ihren Glauben und gefährde Deutschlands Ruf im Ausland. Eine Antwort blieb aus. Auch die Gestapo befürchtete eine Flut von Gewalttaten gegen Juden als Folge des Flugblatts. Doch es durfte erscheinen; Hitler ließ nur die Restauflage beschlagnahmen.
Im Mai 1935 behauptete Stürmer-Herausgeber Julius Streicher bei einer NSDAP-Massenkundgebung in Nürnberg, die Juden riefen gegen das deutsche Volk zum „größten Ritualmord aller Zeiten“ auf. Im Oktober 1935 erschien der Stürmer mit dem Titel „Jüdische Ritualmorde - Katholische Geistliche bestätigen sie“. Als Beweise zitierte die Ausgabe „die Vatikanischen Akten“ und betonte, man habe sich fast nur „kirchlicher Bücher und Niederschriften“ bedient. Ebenfalls 1935 stellte auch der Reichshauptstellenleiter Gerhard Utikal in seiner Schrift „Der jüdische Ritualmord - eine Klarstellung“ solche Fälle als historische Tatsachen dar. Die Schrift erhielt mindestens 15 Auflagen. Diese Kampagne rechtfertigte die Nürnberger Gesetze vom September 1935, vor allem das Verbot von Ehen und sexuellen Kontakten zwischen Juden und Nichtjuden („Rassenschande“).
Oft verknüpfte der Stürmer Ritualmordvorwürfe mit Jesu Kreuzigung, so im Artikel Ritualmord in Palästina 1936: „Zum besseren Genuß des Passahlammes“ sei Jesus „geschlachtet“ worden. „So schreit Jahr für Jahr das Blut rituell gemordeter Menschen und Völker zum Himmel“. Die Sondernummer „Judentum gegen Christentum - Der jüdische Vernichtungskampf gegen die christliche Kirche“ von 1937 nannte Jesu Kreuzigung den „größten Ritualmord aller Zeiten“ und behauptete, Jesus habe nur gegen die Juden gekämpft. Diese strebten eine Weltrevolution und jüdische Weltherrschaft an und stünden hinter allen Christenverfolgungen. Die Kirche habe früher exakt dieselben Gesetze gegen sie erlassen wie aktuell NS-Deutschland.
Der Breslauer Volkskundler Will-Erich  Peuckert hatte regionale Ritualmordlegenden in seinen „Schlesischen Sagen“ von 1924 kritisch kommentiert und ihnen eine jüdische Messiaserzählung gegenübergestellt. Im Handwörterbuch des deutschen Aberglaubens widerlegte er kenntnisreich die antisemitische Ritualmordlegende und Verschwörungsthese einer Beziehung zwischen Juden und Freimaurern. Nach einer Anzeige des NS-Volkskundlers Walther Steller verhörte die Gestapo Peuckert 1935 und entzog ihm wegen „politischer Unzuverlässigkeit“ seine akademische Lehrbefugnis.
Im Mai 1939 reihte eine weitere Stürmer-Ausgabe zum Thema Ritualmord wie die Chroniken des Mittelalters „historische Zeugnisse“ aneinander und griff dabei auf bekannte Bildmotive zurück. Das Titelbild stammte aus der Bavaria Sancta von 1627. Ein Aufruf, der Redaktion Material über ähnliche frühere oder aktuelle Fälle zuzusenden, war nicht erfolgreich. Neue spektakuläre Anklagen blieben aus, so dass nur die Neuauflage altbekannter Legenden blieb.
Wilhelm Matthießens Hetzpamphlet Israels Ritualmord an den Völkern von 1939 versuchte einen angeblichen religiösen Zwang des Judentums zum Blutopfer aus der Bibel herzuleiten und behauptete einen jüdischen „Geheimplan zur Völkervernichtung“. Der Autor gehörte zum Umfeld der faschistischen Sekte Bund für Deutsche Gotterkenntnis von Erich und Mathilde Ludendorff.
Im Zweiten Weltkrieg ab September 1939 verstärkten NS-Blätter ihre Hetzpropaganda. Der Stürmer stellte den Krieg als letzten Ritualmord des „Weltjudentums“ dar. Frederik to Gaste bekräftigte in seiner Schrift „Die Wahrheit über die jüdischen Ritualmorde“ Hitlers „Prophezeiung“ vom Januar 1939: Der „von den Juden entfesselte Krieg wird mit der radikalen Vernichtung des Judentums enden. Hart, aber gerecht ist das Strafgericht.“ Diese Vernichtung werde ein dunkles, von Dummheit und Verblendung geprägtes Kapitel der Menschheitsgeschichte beenden und „eine bessere, judenfreie Zeit“ anbrechen lassen. 1942 bekräftigte ein weiteres NS-Pamphlet:

„Ritualmorde zu begehen, blieb dem von Natur aus niedrigen, verbrecherischen Instinkt der Juden vorbehalten – Morde, um ihrer Blutgier zu frönen, Morde, um ihren unstillbaren Haß gegen die Gojim zu befriedigen, Morde, um das Gesetz des Glaubens zu befolgen. Was muß das für ein Gott sein, der solche blutigen Opfer von seinen Anhängern verlangt? … Noch glaubt der Jude, einen letzten Trumpf in der Hand zu haben, da es ihm gelang, den jüdischen Bolschewismus im Verein mit dem nicht minder jüdischen Kapitalismus der Engländer und Amerikaner seinen Interessen dienstbar zu machen. Aber … der von den Juden entfesselte Krieg wird mit der radikalen Vernichtung des Judentums enden…“

Damals war der Holocaust in vollem Gang. Die Ritualmordlegende eignete sich wegen ihrer historischen Konstanz, Volkstümlichkeit und kulturellen Verankerung bestens zu seiner Rechtfertigung. Hellmut Schramm veröffentlichte dazu 1943 das 475-seitige Pamphlet Der jüdische Ritualmord, ausgegeben als „historische Untersuchung“. Es fasste alle früheren Hetzschriften zum Thema zusammen und berief sich auch auf vatikanische Erklärungen. Heinrich Himmler bestellte eine Auflage des Buchs und sandte es den ihm unterstellten Einsatzkommandos, die die Judenmorde ausführten. Zudem befahl er dem Chef des Reichssicherheitshauptamts Ernst Kaltenbrunner, in den von Deutschland besetzten Gebieten nach weiteren Ritualmordlegenden und Fällen vermisster Kinder zu forschen, um diese Juden anzulasten und für Schauprozesse und antisemitische Radiopropaganda zu nutzen. Schramms Pamphlet wurde 13 mal aufgelegt. Das von Johann von Leers verfasste Vorwort griff ein Zitat aus Hitlers „Mein Kampf“ (1923) auf: „Wer gegen das Judentum kämpft, 'tut das Werk des Herrn' und kämpft einen Gotteskampf.“
Hitler verlangte analog zu dem Film Der ewige Jude in den letzten Kriegsjahren einen Propagandafilm über die Damaskusaffäre, der während des Krieges aber nicht mehr gedreht werden konnte.

## Seit 1945

### Römisch-katholische Kirche
1965 besiegelte das Dekret Nostra Aetate die Abkehr der römisch-katholischen Kirche von der Gottesmordtheorie und erklärte die Bekämpfung jedes Antisemitismus zur gesamtchristlichen Pflicht. Daraufhin verschwand Werner von Oberwesel aus dem katholischen Heiligenkalender. Der zuständige Diözesanbischof verbot 1965 den Kult um Simon von Trient; eine päpstliche Kommission stellte einen Justizirrtum fest und hob Simons Heiligsprechung auf.
1954 hatte der Vatikan die Wallfahrten zum „Judenstein“ in Rinn einstellen lassen. Doch der regionale Weihbischof Paulus Rusch und viele Ortsbewohner widersetzten sich. 1961 verbot Papst Johannes XXIII. den Anderle-Kult. Dessen Anhänger behaupteten, die päpstliche Kultanerkennung von 1755 sei wegen des Unfehlbarkeitsdogmas unaufhebbar. Ab 1985 wollte Bischof Reinhold Stecher das Papstdekret von 1961 durchsetzen. Er ließ ein Fresko von Anderls „Schlachtung“ in der Ortskapelle übermalen und suspendierte Kaplan Gottfried Melzer, den Hauptinitiator der Wallfahrten.  Der Wiener Weihbischof Kurt Krenn äußerte noch 1987 Verständnis für den Anderlekult. 1988 erklärte der Vatikan, alle antijüdischen Ritualmordlegenden seien haltloser Aberglaube.
Doch im Loreto-Boten vom Frühjahr 1990 gab Melzer 36 dieser Legenden als Fakten aus und verknüpfte sie mit Motiven des Taxil-Schwindels zu einer globalen Verschwörungstheorie: Die Juden hätten einen „Massenmord an den ungeborenen Kindern (60 Millionen jährlich)“ als „‚immerwährendes‘ und ‚unaufhörliches‘ Menschenopfer an Satan“ geplant, um Satans Weltherrschaft anzubahnen. Melzer wurde in Österreich 1999 wegen Verhetzung verurteilt. Der katholische Theologe Robert Prantner schrieb zum „Anderlegedenken“ 1997 einen antisemitischen Hetzartikel in der neurechten Zeitschrift Zur Zeit und erhielt 2002 trotz Strafanzeige ein „Österreichisches Ehrenkreuz“.
Der Vatikan widerrief frühere päpstliche Dekrete, die Kulte um angebliche Ritualmordopfer anerkannt hatten, nicht offiziell. Der Historiker David Kertzer, der die 1998 geöffneten Vatikanarchive für den Zeitraum 1800–1938 auswerten konnte, sah darin ein Zeichen einer Verdrängung der kirchlichen Mitwirkung an der Entstehung des Antisemitismus.

### Europa
Bei Fluchtbewegungen überlebender Juden nach dem Zweiten Weltkrieg kam es in Osteuropa zu neuen Pogromen. Ritualmordvorwürfe lösten das Pogrom von Kielce am 4. Juli 1946 aus, ebenso Angriffe auf Juden in Kunmadaras, Miskolc und Özd in Ungarn im Mai und Juli 1946.
In Frankreich gab es von 1966 bis 1985 an mindestens 20 Orten Gerüchte, Juden würden junge Mädchen entführen. Das Gerücht von Orléans (1969) verurteilten Politiker, Kirchen, Gewerkschaften und Presse rasch und entschlossen, so dass ein Pogrom ausblieb.
In seinem Werk Pasque di sangue („Passah des Blutes“, Italien 2007) stellte der israelische Historiker Ariel Toaff Foltergeständnisse von Juden zum angeblichen Ritualmord an Simon von Trient und rituellen Bedarf an Christenblut für Pessachmazzen als glaubwürdig dar. Juden hätten im Mittelalter möglicherweise einige Ritualmorde verübt. Nach internationalen Protesten stoppte der Verlag den Verkauf des Buchs. Toaff behauptete, die strittigen Passagen seien fehlgedeutet worden und als ironische Provokation gemeint gewesen. Er kündigte eine Überarbeitung an. In der zweiten Ausgabe betonte er, jüdische Ritualmorde seien allesamt Legenden.
Neonazis wollten 2007 in Italien den Kult um Simon von Trient, 2015 in Großbritannien die Ritualmordlegende zu Hugh von Lincoln wiederbeleben. Deutsche Rechtsextremisten verbreiten seit 2001 eine englische Übersetzung von Hellmut Schramms Pamphlet von 1943 im Internet. In ihrer Hetzschrift „Semitischer Ritualmord“ vom 9. November 2004 schrieben Reinhold Oberlercher und Horst Mahler (Deutsches Kolleg) den Mord an Theo van Gogh „Semiten“ (Juden) zu.

### Islamische und arabische Länder
Ritualmordlegenden werden besonders in Ägypten, Iran, Jordanien, Saudi-Arabien und Syrien bis heute verbreitet. Syriens früherer Außenminister Mustafa Tlas  behauptete 1983 in seinem Pamphlet Fatir Ziun („Die Matze von Zion“): Der Talmud schreibe Juden den Ritualmord an Nichtjuden als religiöse Handlung vor und fordere ihren „Hass gegen die Menschheit“. Dazu berief er sich auf August Rohlings Werk Der Talmudjude, das 1899 ins Arabische übersetzt worden war, und auf Folterverhöre der Damaskusaffäre 1840.
Ab der Zweiten Intifada gegen Israel (September 2000) veröffentlichten arabische Staatsmedien immer wieder Ritualmordanklagen. Im Oktober 2000 behauptete der PLO-Vertreter und Mufti Nader Al-Tamimi im Sender Al Jazeera, es könne keinen Frieden mit den Juden geben, da sie während ihrer Feste Purim und Pessach das Blut von Arabern saugten. Die ägyptische Staatszeitung Al-Ahram publizierte den Artikel „Eine jüdische Mazze, aus arabischem Blut hergestellt“ von Adel Hamooda. Auch er zitierte aus Folterverhören der Damaskusaffäre. Viele Autoritäten arabischer und islamischer Staaten und westliche Intellektuelle verteidigten den Abdruck, als Frankreichs Kassationsgericht den dafür verantwortlichen Chefredakteur von Al-Ahram der Aufstachelung zu Antisemitismus und rassistischer Gewalt anklagte.
Im November 2001 zeigte Abu Dhabi TV antisemitische Karikaturen, die Israels damaligen Ministerpräsidenten Ariel Scharon als Schlächter palästinensischer Kinder und Genießer ihres Blutes darstellten. Im März 2002 behauptete Umayma Ahmad Al-Jalahma in der saudischen Regierungszeitung Al Riyad, Juden würden christlichen oder muslimischen Jugendlichen Menschenblut abzapfen und es in ihr Feiertagsgebäck einbacken. Dazu würden sie die Opfer in ein innen mit scharfen Nadeln bestücktes Fass stecken. Dieses Motiv stammt aus christlicher Überlieferung und soll an die Nägel der Kreuzigung Jesu erinnern.
Ab Herbst 2003 stellte die in Syrien, Jordanien und Iran gezeigte TV-Serie Asch-Schatat die Protokolle der Weisen von Zion szenisch auch für Kinder dar und ergänzte sie mit modernen antisemitischen Legenden. Eine Folge zeigte einen Ritualmord von zwei Rabbinern an einem christlichen Jungen, eine weitere ein angebliches „talmudisches Strafgericht“ von Rabbinern.
2004 veröffentlichte Scheich Atiyah Saqr, Leiter des Fatwa-Komitees der Al-Azhar-Universität, eine Liste „schlechter Merkmale der Juden“ nach dem Koran, darunter „Ermorden von Unschuldigen“. Er erläuterte, das Schlachten und Töten Unschuldiger falle Juden ganz leicht; nichts auf der Welt sei ihren Herzen lieber. Sie gäben diese Eigenschaft nie auf, nicht einmal gegenüber Boten und Propheten.
Ende 2005 behauptete Hasan Haizadeh im iranischen Staatssender Jaam-e Jam TV, vor dem Pessachfest 1883 habe es in Paris und London hunderte jüdische Ritualmorde gegeben. Die von Juden und Zionisten beeinflusste westliche Geschichtsschreibung erwähne diese Fälle nie. Im August 2010 wiederholte der syrische Autor Muhammad Nimr Al-Madani im Staatsfernsehen Irans die Verleumdung von Mustafa Tlas von 1983 und ergänzte die Lüge, das Alte Testament enthalte eine Anleitung zum Bau eines Krematoriums.
2010 berief sich der palästinensische Journalist Nawwaf Al-Zarou für seinen Artikel „Die Blutanklage beruht auf Fakten“ auf Ariel Toaffs Buch. Im März 2013 publizierte und verteidigte Hanan Ashrawis NGO Miftah Al-Zarous Artikel. Später bedauerte Miftah die Publikation und entfernte sie von ihrer Webseite. Die NGO erhielt weiter Fördergelder aus der EU und den USA.
In ägyptischen Medien behaupteten der Forscher Muhammad Al-Buheiri (Februar 2007), der Politiker Khaled Al-Zaafrani (Mai 2013) und der Kolumnist Ghada Abd El Moneim (April 2014) jüdische Ritualmorde an christlichen Kindern, um ihr Blut in Feiertagsmatzen einzubacken. Salah Sultan, Mitglied der ägyptischen Muslimbruderschaft und zeitweise Präsident des American Center for Islamic Research, behauptete dies im März 2010 im Al-Aqsa TV der Hamas. Osama Hamdan, Vertreter der Hamas im Libanon, behauptete 2014 öffentlich: Dass Juden Christen schlachten, um ihr Blut in ihre Matzen zu mischen, sei kein Hirngespinst, sondern durch jüdische und andere historische Schriften bewiesen. Belege nannte er nicht.
Im April 2015 listete Irans Nachrichtenportal Alef unter dem Titel „Wer ist das blutrünstigste Volk der Menschheitsgeschichte?“ angebliche jüdische Ritualmorde auf und berief sich dazu auch auf den Stürmer. Im Mai 2015 belehrte Scheich Khaled al-Mughrabi Jugendliche in der Al-Aqsa-Moschee in Jerusalem, im Wunsch nach ewigem Leben würden Juden ein Kleinkind entführen, es in ein innen mit Nägeln versehenes Fass stecken und mit Kinderblut geknetetes Brot verzehren. Dies sei in Europa enthüllt worden und habe dort zur Vertreibung, in Deutschland zur Vernichtung der Juden geführt.

## Neuere Varianten

### Dämonisieren von Abtreibung
Die ab 1970 entstandene “Pro Life”-Bewegung in den USA lehnt jede Form von Schwangerschaftsabbruch ab. Ihre christlichen Fundamentalisten dämonisieren Abtreibungen als angebliche Ritualmorde und durchführende Ärzte als heimliche Juden, die Kinder für sakrale Riten töten. Der Kurzfilm Abortion: A Doctrine of Demons (November 2019) stellte Abtreibungsbefürworter mit Stilmitteln eines Horrorfilms als Satanisten und Verfechter heimlicher Blutrituale mit Föten dar. Abtreibung zeige, dass das Ende Amerikas als christlicher und weißer Nation bevorstehe.
Solche Gruppen sagten auch den Chinesen nach, sie äßen abgetriebene Föten für medizinische Zwecke. 1996 veranlassten evangelikale Christen den rechtsgerichteten Senator Jesse Helms, dieses Gerücht im US-Senat prüfen zu lassen.

### Dämonisieren des Staates Israel
Am 27. Januar 2003, dem Holocaustgedenktag, erschien in der britischen Zeitung The Independent die Scharon-Karikatur von Dave Brown 2003. Darauf beißt Israels damaliger Ministerpräsident Ariel Scharon in den Kopf eines palästinensischen Babys und sagt: „Was ist das Problem? Haben Sie nie einen Politiker ein Kind küssen sehen?“ Der Titel lautete „Sharon is eating a baby“. Der Zeichner bestritt ein antisemitisches Motiv, doch für viele Kritiker spielt die Darstellung eindeutig auf das Ritualmordmotiv an.
Am Holocaustgedenktag 2013 zeigte die britische Sunday Times eine Karikatur, auf der Israels Ministerpräsident Benjamin Netanjahu als Maurer mit blutiger Kelle aus Blut und Körperteilen von Palästinensern eine Mauer baut. Die Textzeile lautete: „Israel elections. Will cementing the peace continue?“ Die Zeichnung dämonisiert Israel mit typischen Elementen antisemitischer Karikaturen.
Seit den Gaza-Konflikten von 2009 und 2014 wird bei israelfeindlichen Kundgebungen neben Parolen wie „Israel trinkt das Blut unserer Kinder aus den Gläsern der UN“ oft die antisemitische Parole vom „Kindermörder Israel“ gerufen. Sie gilt in der Antisemitismusforschung als moderne Variante der Ritualmordlegende. Sie ist etwa beim jährlichen Al-Quds-Tag zu hören, so 2014 in Wien und 2018 in Berlin. Dort wurde zudem „Rabbi trinkt Kinderblut“ gerufen. Auch die verwandten Parolen „Babykiller Israel“ oder „Babymörder Israel“ setzen die Ritualmordlegende fort.
Seit 2009 wird ein weltweiter mörderischer Organhandel Israels behauptet. Damals schrieb Donald Boström in der schwedischen Tageszeitung Aftonbladet ohne Belege, Israels Armee (IDF) fange Palästinenser, unterziehe sie unfreiwilligen Autopsien und entnehme ihnen Körperorgane, bevor man sie töte. Er verwies auf einen israelischen Organhändler der 1990er Jahre, der jedoch nichts mit der IDF zu tun hatte und 2001 durch israelische Gerichte verurteilt worden war. Antisemitische Webseiten verbreiteten Boströms Artikel als angeblichen Beweis. Im November 2009 behauptete die Chefin der Organisation If Americans Knew Allison Weir im Washington Report on Middle East Affairs, israelischer Organhandel sei seit vielen Jahren dokumentiert. Er geschehe im Rahmen eines nationalen Transplantationsprogramms, das hohe Beamte, prominente Ärzte und Ministerien Israels unterstützten. 2010 veröffentlichte der Menschenrechtsrat der Vereinten Nationen Boströms Artikel. Die International Organization for the Elimination of all Forms of Racial Discrimination (EAFORD) benutzte ihn, um Israel des Organraubs an toten, entführten und ermordeten Palästinensern und Organhandels anzuklagen.
Nach dem Erdbeben in Haiti 2010 stellten angebliche Experten in Syriens Staatsfernsehen Israels humanitäre Hilfe für Erdbebenopfer als Tarnung für Organraub dar, behaupteten ein weltweites israelisches Organhandelsnetz und verknüpften es mit der Figur des Shylock. Dazu beriefen sie sich auf ein antisemitisches YouTube-Video und auf Boströms Artikel, obwohl der Autor fehlende Beweise eingeräumt hatte. Jenny Tonge, Sprecherin der Liberalen Partei im britischen House of Lords, forderte später, Israels Armee müsse möglichen Organraub an Erdbebenopfern in Haiti untersuchen. Ihr Parteiführer entließ sie daraufhin aus ihrem Amt.
Im Januar 2010 übernahm die islamische Zeitung Al-Ameen in British Columbia vom iranischen Staatssender Press TV die Behauptung, Israel habe rund 25.000 Kinder aus der Ukraine nach Israel entführt, um sie als „Ersatzteillager“ für Organtransplantationen zu benutzen. Bouthaina Shaaban, die spätere Medienberaterin von Syriens Diktator Baschar al-Assad, stellte die Behauptungen von Boström, zu Haiti und zur Ukraine auf der Miftah-Webseite als Tatsachen dar.
Im Oktober 2015 behauptete der Palästinenser Bassem Tamimi während einer Vortragsreise in den USA, Israelis verhafteten Kinder von Palästinensern, um ihre Organe zu stehlen. Seine Frau Manal Tamimi, damals Menschenrechtsaktivistin für die UNO, war am Jom Kippur 2015 mit einer Blutanklage gegen Juden aufgefallen.
Seit 2011 benutzen viele Gruppen der Kampagne Boycott, Divestment and Sanctions (BDS) für Boykottaufrufe gegen Israel das seit 2002 bekannte Bild einer aufgeschnittenen Orangenfrucht, aus der Blut heraustropft, verbunden mit Textzeilen wie “Don't squeeze a Jaffa, crush the Occupation”. Der Historiker David Hirsh sieht darin eine antisemitische Blutanklage: Die Kombination von Juden, Nahrung und Blut sei ohnehin historisch vorbelastet. Die bildhafte Verbindung eines in Israel produzierten Nahrungsmittels mit tropfendem Blut mache die Botschaft eindeutig: Das, was Juden bzw. Israel den Betrachtern zu essen gäben, sei mit dem Blut von Menschen (auch Kindern) getränkt, die sie getötet hätten.
2017 veröffentlichte Jasbir Puar, Professorin für Women’s and Gender Studies an der Rutgers University und BDS-Aktivistin, ihr Werk The Right to Maim („Das Recht zu verstümmeln“). Darin beschrieb sie Israels Palästinenserpolitik als strategische Biopolitik, zu der das Ernten von Organen getöteter Palästinenser ebenso gehöre wie das absichtliche dauerhafte Verstümmeln mit Schusswaffen, um sie zu schwächen und zugleich für ausbeuterische Zwecke am Leben zu erhalten. Wissenschaftler analysierten das Werk vielfach als moderne, wissenschaftlich verbrämte Variante der Ritualmordlegende und zeigten fehlende, fehlgedeutete oder falsche empirische Angaben darin auf.
2018 behauptete der Gewerkschaftsführer Robrecht Vanderbeeken in einem Nachrichtenblatt in Belgien, Israel hungere die Bevölkerung von Gaza aus, vergifte sie, kidnappe ihre Kinder und ermorde sie für deren Organe. Nach Kritik entfernte das Blatt nur den Satzteil zum angeblichen Organdiebstahl. Der iranische Staatssender Press TV übernahm Vanderbeekens Geschichte.
Nach dem Terrorangriff der Hamas auf Israel 2023 wurden derartige Vorwürfe vermehrt auch im Internet verbreitet. So wurde auf TikTok behauptet, Israel bewahre die Haut getöteter Palästinenser zur Transplantation in einer „Hautbank“ auf.

### „Pizzagate“ und „QAnon“
In den 1980er Jahren vermutete der Verschwörungsideologe Ted Gunderson unter der McMartin-Vorschule in Manhattan einen geheimen unterirdischen Raum zum sexuellen und rituellen Missbrauch von Kindern und ließ erfolglos danach suchen. Dies gilt als Vorläufer der Pizzagate- und QAnon-Verschwörungstheorien, die ab 2016 von den USA aus in Umlauf gebracht wurden.
Vor der Präsidentschaftswahl in den Vereinigten Staaten 2016 erfanden Anhänger des Kandidaten Donald Trump die Behauptung, dass Trumps Gegenkandidatin Hillary Clinton und andere prominente Vertreter der Demokratischen Partei im Keller einer Pizzeria in Washington einen Pädophilenring betrieben. Auf dieser „Pizzagate“-These baute ab Oktober 2016 die QAnonideologie auf: Jener Pädophilenring sei international, an ihm seien liberale Eliten, Hollywood-Schauspieler, Sexualstraftäter und Politiker in aller Welt beteiligt, auch in Europa. Kinder würden nicht nur entführt und sexuell missbraucht, sondern auch rituell ermordet. Die Verbindung von Kindesentführung, Kindermorden, Sexualverbrechen und religiösen Riten ist aus mittelalterlichen Ritualmordlegenden bekannt. Das angebliche geheime internationale Netzwerk soll die entführten Kinder in unterirdischen Tunnelsystemen gefangen halten und dort foltern, um ihnen das durch Angst ausgeschüttete Stoffwechselprodukt Adrenochrom aus der Blutbahn abzuzapfen und als Verjüngungsmittel für die Eliten zu verwenden. Dies gilt als aktuelle Form der antisemitischen Ritualmordlegende.
Die Pizzagatethese verbreitete unter anderen der Verschwörungsideologe Alex Jones über seinen Kanal InfoWars im Internet. Er beschrieb Hillary Clinton ab Oktober 2016 als Mörderin und Vergewaltigerin. Er behauptete, sie und der frühere US-Präsident Barack Obama seien von Dämonen besessen und röchen nach Schwefel. So dämonisierte er sie in antisemitischer Tradition als Werkzeuge Satans. Dies motivierte einige Trumpanhänger zu Gewalttaten und Terrorangriffen. Den Anschlag auf eine Synagoge in Poway (April 2019) rechtfertigte der Täter kurz zuvor in einem online-Text mit der Ritualmordlegende: „Du bist nicht vergessen, Simon von Trient; der Horror, den du und zahllose andere Kinder von den Händen der Juden erlitten haben, wird niemals vergeben werden.“
Im deutschsprachigen Raum verbreiteten unter anderen der Sänger Xavier Naidoo, der Rapper Sido und die Frankfurter Pegida-Aktistin Heidi Mund die Adrenochromthese. Naidoo behauptete in Liedtexten auf dem Album „Kopfdisco“ (2010) und im Song „Wo sind sie jetzt?“ (2012), dass ungenannte Eliten verschwundene Kinder organisiert, geheim und rituell missbrauchen, quälen und töten. In einem Interview bekräftigte er, es gebe sehr viele „furchtbare Ritualmorde an Kindern“ in Europa, die jedoch verschwiegen würden. Seine Quellen wollte er nicht mitteilen. Im April 2020 verbreitete Naidoo in einem Video, derzeit würden entführte Kinder aus den Fängen eines internationalen Pädophilennetzwerks befreit, und forderte die Zuschauer auf, nach dem Begriff „Adrenochrom“ zu googeln. Tobias Rathjen, der beim Anschlag in Hanau 2020 (19. Februar) neun Menschen ermordete, hatte sich über QAnonwebseiten radikalisiert und wenige Tage vor seiner Tat ein Video veröffentlicht, in dem er behauptete: In unterirdischen Militärbasen der USA würden Geheimgesellschaften den Teufel anbeten und kleine Kinder „in einem unglaublichen Ausmaß“ missbrauchen, foltern und töten; dies geschehe seit langer Zeit.
Die QAnon-Publizistik griff historische Ritualmordanklagen gegen Juden und andere antisemitische Verschwörungslegenden (etwa zu Freimaurern, Illuminaten, Neuer Weltordnung etc.) auf und verknüpfte sie zu einer Epochen übergreifenden satanistischen Ideologie. Diese wurde im Internet rasch weltweit verbreitet und durch Politiker der Republikaner unterstützt, allen voran Donald Trump selbst, um antidemokratische Politik, Umsturzversuche und Bürgerkrieg zu legitimieren. Laut dem Historiker Michael Barbezat war das Aufgreifen solcher Legenden durch politisch Mächtige entscheidend für ihre mörderischen Folgen.

### Dämonisieren von Migranten
Als erneuter Kandidat der Republikaner zur Präsidentschaftswahl in den Vereinigten Staaten 2024 verschärfte Donald Trump seine rhetorischen Angriffe auf Zuwanderer und angebliche Drahtzieher der Migration in die USA. Ab September 2023 sagte er bei Wahlkampfauftritten öfter: They're poisoning the blood of our country („Sie vergiften das Blut unseres Landes“). Als Kritiker auf ähnliche rassistische Aussagen in Hitlers Schrift Mein Kampf (1925) hinwiesen, bekräftigte Trump, illegale Einwanderer würden „das Blut und Gewebe der USA“ zerstören. Sein Parteifreund JD Vance verteidigte die Aussagen als „objektiv und offensichtlich wahr für jeden, der sich die Statistiken über Fentanyl-Überdosierungen anschaut“. Mit dieser Falschaussage (Fentanyl gelangt größtenteils legal in die USA, 89 Prozent der festgenommenen illegalen Fentanylkuriere sind US-Bürger) machte Vance sogenannte illegale Einwanderer für die Opioidkrise in den Vereinigten Staaten verantwortlich. Trump sprach zudem oft von „blutdurstigen Kriminellen“, die flutartig über die Südgrenze in die USA kämen. Er hatte Fentanyl schon ab 2016 Zuwanderern angelastet und konnte dabei an die primär gegen Drogenimporte gerichtete Politik früherer US-Regierungen anknüpfen. Trumps Anhänger verknüpften die Dämonisierung von Zuwanderern mit den ebenfalls auf Blut und Kinder fixierten QAnon-Thesen. Die Politologin Jeanne Morfield (University of Oxford) sieht diese Ideologie als antisemitische Blutanklage, die wie in den 1930er Jahren attraktiv für erhebliche Bevölkerungsteile geworden sei. Sie erklärt diese Attraktivität mit Wilhelm Reich (1933) aus einer Massenpsychologie des Faschismus, aber auch aus politischen Fehlern früherer US-Regierungen, etwa einer ausgebliebenen oder mangelhaften Reform des Gesundheitswesens.
Ende Oktober 2024, nur Tage vor der Wahl, behauptete Trump, Migranten aus Haiti würden in Städten wie Springfield (Ohio) die Haustiere von US-Bürgern essen. Dies kritisierten einige Journalisten als gezielte Dämonisierung von legalen Einwanderern, um deren von Trump angekündigte Deportation vorzubereiten, und als Variante der Ritualmordlegende.